# Đảng Cộng sản Trung Quốc
Đảng Cộng sản Trung Quốc (giản thể: 中国共产党; phồn thể: 中國共產黨; bính âm: Zhōngguó Gòngchǎndǎng; Hán-Việt: Trung Quốc Cộng sản Đảng), một số văn kiện tiếng Việt còn gọi là Đảng Cộng sản Tàu, là đảng chính trị thành lập và điều hành Cộng hòa Nhân dân Trung Hoa (và hiện tại là đảng chính trị lớn thứ hai trên thế giới sau Đảng Bharatiya Janata của Ấn Độ). Đảng Cộng sản Trung Quốc là đảng cầm quyền duy nhất ở Trung Quốc đại lục, chỉ cho phép tám đảng cấp dưới khác cùng tồn tại, những đảng này tạo nên một mặt trận thống nhất. Nó được thành lập vào năm 1921, chủ yếu là Trần Độc Tú và Lý Đại Chiêu. Đảng này phát triển nhanh chóng và đến năm 1949, đảng này đã đánh đuổi Chính phủ Quốc dân của Quốc dân đảng (KMT) từ Trung Quốc đại lục phải chạy ra Đài Loan sau Nội chiến Trung Quốc, dẫn đến việc thành lập Cộng hòa Nhân dân Trung Hoa vào ngày 1 tháng 10 năm 1949. Đảng Cộng sản Trung Quốc cũng kiểm soát các lực lượng vũ trang Quân đội Giải phóng Nhân dân (PLA) của quốc gia này.
ĐCSTQ được tổ chức chính thức trên cơ sở nguyên tắc tập trung dân chủ, một nguyên tắc do nhà lý luận Mác xít Nga Vladimir Lenin hình thành, đòi hỏi sự thảo luận dân chủ và cởi mở về chính sách với điều kiện thống nhất trong việc duy trì các chính sách đã thống nhất. Về mặt lý thuyết, cơ quan cao nhất của Đảng Cộng sản Trung Quốc là Đại hội Toàn quốc, được triệu tập hàng năm. Khi Đại hội đại biểu toàn quốc không họp, Ban Chấp hành Trung ương là cơ quan cao nhất, nhưng vì cơ quan này chỉ họp bình thường mỗi năm một lần nên hầu hết các nhiệm vụ và trách nhiệm được giao cho Bộ Chính trị và Ban Thường vụ của Bộ Chính trị, các thành viên của Ủy ban sau được coi là cơ quan lãnh đạo cao nhất của Đảng và Nhà nước. Lãnh đạo của đảng gần đây nắm giữ các chức vụ Tổng bí thư (chịu trách nhiệm về các nhiệm vụ dân sự của đảng), Chủ tịch Quân ủy Trung ương (chịu trách nhiệm về quân sự) và Chủ tịch nước (một vị trí chủ yếu mang tính nghi lễ). Thông qua các chức vụ này, lãnh đạo đảng là lãnh đạo tối cao của đất nước. Lãnh đạo tối cao hiện nay là Tổng Bí thư Tập Cận Bình, được bầu tại Ban Chấp hành Trung ương khóa 18 tổ chức ngày 15 tháng 11 năm 2012.
Về mặt chính thức, Đảng Cộng sản Trung Quốc cam kết ủng hộ chủ nghĩa cộng sản và tiếp tục tham gia Hội nghị Quốc tế của các Đảng Cộng sản và Công nhân hằng năm. Theo điều lệ của đảng, ĐCSTQ tuân theo chủ nghĩa Mác-Lênin, tư tưởng Mao Trạch Đông, chủ nghĩa xã hội đặc sắc Trung Quốc, học thuyết Đặng Tiểu Bình, ba đại diện, quan điểm phát triển khoa học và tư tưởng Tập Cận Bình. Lời giải thích chính thức cho những cải cách kinh tế của Trung Quốc là nước này đang ở giai đoạn sơ khai của chủ nghĩa xã hội, một giai đoạn phát triển có những thành phần kinh tế tương tự như phương thức sản xuất tư bản chủ nghĩa. Nền kinh tế chỉ huy được thành lập dưới thời Mao Trạch Đông đã được thay thế bằng nền kinh tế thị trường xã hội chủ nghĩa dưới thời Đặng Tiểu Bình, hệ thống kinh tế hiện tại, trên cơ sở "Thực tiễn là tiêu chí duy nhất cho chân lý".
Kể từ sự sụp đổ của các chính phủ cộng sản Đông Âu vào năm 1989–1990 và sự tan rã của Liên Xô vào năm 1991, Đảng Cộng sản Trung Quốc đã nhấn mạnh mối quan hệ đảng - đảng của mình với các đảng cầm quyền của các quốc gia xã hội chủ nghĩa còn lại. Trong khi Đảng Cộng sản Trung Quốc vẫn duy trì quan hệ đảng phái với các đảng cộng sản không cầm quyền trên khắp thế giới, kể từ những năm 1980, Đảng Cộng sản Trung Quốc đã thiết lập quan hệ với một số đảng không cộng sản, đáng chú ý nhất là với các đảng cầm quyền của các quốc gia độc đảng (bất kể hệ tư tưởng của họ), các đảng thống trị trong các nền dân chủ (bất kể hệ tư tưởng của họ) và các đảng dân chủ xã hội.

## Lịch sử

### Lịch sử hình thành và sơ khai (1921–1927)

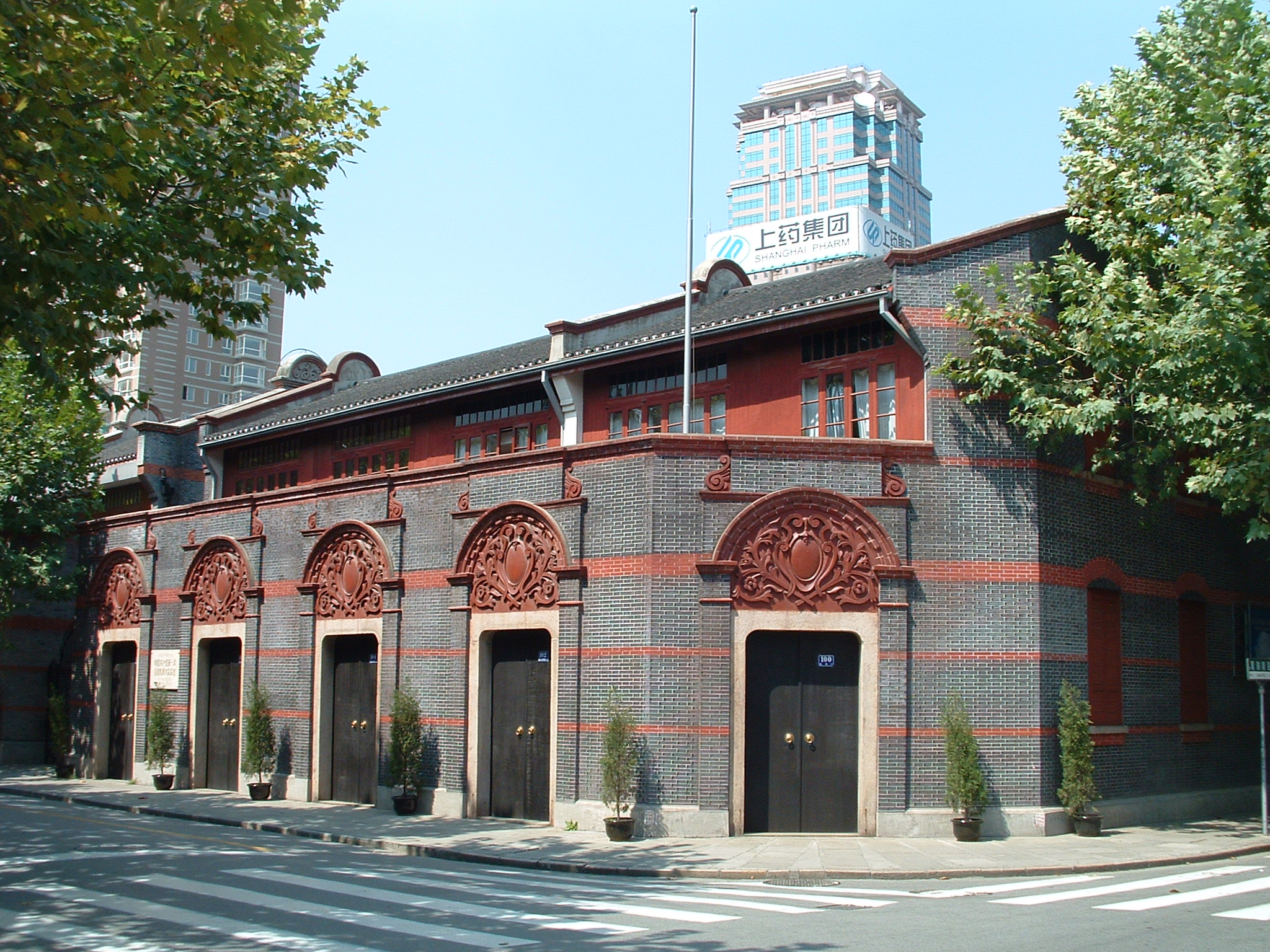
Địa điểm tổ chức đại hội đầu tiên của ĐCSTQ, trong Khu Tô giới Pháp trước đây

Đảng Cộng sản Trung Quốc có nguồn gốc từ Phong trào ngày 4 tháng 5 năm 1919, trong đó các hệ tư tưởng cấp tiến của phương Tây như chủ nghĩa Mác và chủ nghĩa vô chính phủ đã giành được sức hút trong giới trí thức Trung Quốc. Những ảnh hưởng khác bắt nguồn từ cuộc cách mạng Bolshevik và lý thuyết của chủ nghĩa Mác đã truyền cảm hứng cho Đảng Cộng sản Trung Quốc. Lý Đại Chiêu là trí thức hàng đầu Trung Quốc đầu tiên công khai ủng hộ chủ nghĩa Lenin và cách mạng thế giới. Trái ngược với Trần Độc Tú, Lý không từ bỏ tham gia vào các công việc của Trung Hoa Dân Quốc. Cả hai người đều coi Cách mạng Tháng Mười ở Nga là một bước đột phá, tin rằng nó sẽ báo trước một kỷ nguyên mới cho các nước bị áp bức ở khắp mọi nơi. Đảng Cộng sản Trung Quốc được tổ chức theo lý thuyết của Vladimir Lenin về một đảng tiên phong. theo Cai Hesen, là "những cơ sở thô sơ [của đảng chúng tôi]". Một số giới nghiên cứu đã được thành lập trong Phong trào Văn hóa Mới, nhưng "vào năm 1920, sự hoài nghi về tính phù hợp của chúng với tư cách là phương tiện cải cách đã trở nên phổ biến." 
Đại hội toàn quốc thành lập Đảng Cộng sản Trung Quốc được tổ chức vào ngày 23-31 tháng 7 năm 1921. Chỉ với 50 thành viên vào đầu năm 1921, tổ chức và chính quyền của Đảng Cộng sản Trung Quốc đã phát triển vượt bậc. Trong khi ban đầu nó được tổ chức tại một ngôi nhà ở Khu Tô giới Pháp Thượng Hải, cảnh sát Pháp đã làm gián đoạn cuộc họp vào ngày 30 tháng 7  và đại hội được di chuyển đến một chiếc thuyền du lịch trên Hồ Nam ở Gia Hưng, tỉnh Chiết Giang. Chỉ có 12 đại biểu tham dự đại hội, cả Lý và Trần đều không thể tham dự,  sau đó cử đại diện cá nhân thay thế. Các nghị quyết của đại hội kêu gọi thành lập một đảng cộng sản (với tư cách là một chi nhánh của Quốc tế Cộng sản) và bầu Trần làm lãnh đạo của nó.
Những người cộng sản thống trị cánh tả của Quốc dân đảng, một đảng được tổ chức theo đường lối của chủ nghĩa Lenin, tranh giành quyền lực với cánh hữu của đảng. Khi lãnh tụ Quốc dân đảng Tôn Trung Sơn qua đời vào tháng 3 năm 1925, ông được kế vị bởi một người cực hữu, Tưởng Giới Thạch, người đã khởi xướng các động thái nhằm gạt bỏ vị trí của những người cộng sản. Mới bắt đầu từ sự thành công của cuộc Viễn chinh phương Bắc để lật đổ các lãnh chúa, Tưởng Giới Thạch đã quay lại với những người cộng sản, hiện đã lên tới hàng chục nghìn người trên khắp Trung Quốc. Bỏ qua mệnh lệnh của chính phủ Quốc dân đảng có trụ sở tại Vũ Hán, ông hành quân đến Thượng Hải, một thành phố do dân quân cộng sản kiểm soát. Mặc dù những người cộng sản hoan nghênh sự xuất hiện của Tưởng, ông đã lật tẩy họ, tàn sát 5.000 người với sự hỗ trợ của Green Gang. Quân đội của Tưởng sau đó hành quân đến Vũ Hán, nhưng bị tướng Ye Ting và quân của ông ta ngăn cản việc chiếm thành phố. Các đồng minh của Tưởng cũng tấn công những người cộng sản; ở Bắc Kinh, 19 cộng sản hàng đầu đã bị Trương Tác Lâm giết chết, trong khi ở Trường Sa, lực lượng của He Jian đã bắn hàng trăm dân quân nông dân. Tháng 5 năm đó, hàng chục ngàn người cộng sản và những người có cảm tình với họ đã bị giết bởi những người theo chủ nghĩa dân tộc, với việc Đảng Cộng sản Trung Quốc mất khoảng 15.000 trong số 25.000 đảng viên.
Đảng Cộng sản Trung Quốc tiếp tục ủng hộ chính phủ Quốc Dân Đảng Vũ Hán,  nhưng vào ngày 15 tháng 7 năm 1927, chính phủ Vũ Hán đã trục xuất tất cả những người cộng sản khỏi Quốc Dân Đảng. Đảng Cộng sản Trung Quốc phản ứng bằng cách thành lập Hồng quân Công nhân và Nông dân Trung Quốc, hay còn được gọi là " Hồng quân ", để chiến đấu với Quốc dân đảng. Một tiểu đoàn do tướng Chu Đức chỉ huy được lệnh đánh chiếm thành phố Nam Xương vào ngày 1 tháng 8 năm 1927 trong cuộc nổi dậy Nam Xương; thành công ban đầu, họ buộc phải rút lui sau năm ngày, hành quân về phía nam đến Sán Đầu, và từ đó bị dồn vào vùng hoang vu Phúc Kiến. Mao Trạch Đông được bổ nhiệm làm Tổng tư lệnh Hồng quân, và chỉ huy bốn trung đoàn chống lại Trường Sa trong cuộc nổi dậy Thu hoạch, với hy vọng khơi dậy các cuộc nổi dậy của nông dân trên khắp Hồ Nam. Kế hoạch của ông là tấn công thành phố do Quốc Dân Đảng trấn giữ từ ba hướng vào ngày 9 tháng 9, nhưng Trung đoàn 4 đã đào ngũ vì Quốc Dân Đảng, tấn công Trung đoàn 3. Quân đội của Mao đã đến được Trường Sa, nhưng không thể chiếm được; đến ngày 15 tháng 9, ông chấp nhận thất bại, cùng 1.000 người sống sót hành quân về phía đông đến dãy núi Cương Sơn thuộc Giang Tây.  

### Nội chiến Trung Quốc và Chiến tranh thế giới thứ hai (1927–1949)

Cờ của Hồng quân Công nhân và Nông dân Trung Quốc

Bộ máy tổ chức đô thị của Đảng Cộng sản Trung Quốc gần như bị phá hủy đã dẫn đến những thay đổi thể chế trong đảng. Đảng áp dụng nguyên tắc tập trung dân chủ, một phương thức tổ chức các đảng phái cách mạng, và thành lập Bộ Chính trị (với chức năng là ban thường vụ của Ủy ban Trung ương). Kết quả là đã tăng cường tập trung quyền lực trong đảng. Ở mọi cấp của đảng, điều này được lặp lại, với các ủy ban thường vụ hiện đang kiểm soát hiệu quả. Sau khi Trần Độc Tú bị hạ bệ, Lý Lập Tam có thể đảm nhận quyền kiểm soát trên thực tế đối với tổ chức đảng vào năm 1929–30. Sự lãnh đạo của Lý Lập Tam thất bại, khiến Đảng Cộng sản Trung Quốc trên bờ vực diệt vong. Comintern bắt đầu tham gia, và vào cuối năm 1930, quyền hạn của ông đã bị tước bỏ. Đến năm 1935, Mao trở thành ủy viên Thường vụ Bộ Chính trị của đảng và là lãnh đạo không chính thức của đảng, với Chu Ân Lai và Trương Văn Thiên, trở thành những đứng đầu chính thức của đảng, làm phó không chính thức của ông. Xung đột với Quốc Dân Đảng dẫn đến việc tổ chức lại Hồng quân, với quyền lực hiện tập trung vào ban lãnh đạo thông qua việc thành lập các bộ phận chính trị của Đảng Cộng sản Trung Quốc chịu trách nhiệm giám sát quân đội.
Chiến tranh Trung-Nhật lần thứ hai khiến xung đột giữa Đảng Cộng sản Trung Quốc và Quốc dân đảng tạm dừng. Mặt trận Thống nhất thứ hai được thành lập giữa Đảng Cộng sản Trung Quốc và Quốc dân đảng để giải quyết cuộc xâm lược. Trong khi mặt trận chính thức tồn tại cho đến năm 1945, tất cả sự hợp tác giữa hai bên đã kết thúc vào năm 1940. Mặc dù có liên minh chính thức, nhưng Đảng Cộng sản Trung Quốc đã tận dụng cơ hội để mở rộng và xây dựng các cơ sở hoạt động độc lập để chuẩn bị cho cuộc chiến sắp tới. với Quốc Dân Đảng. Năm 1939, Quốc Dân Đảng bắt đầu hạn chế sự bành trướng của Đảng Cộng sản Trung Quốc ở Trung Quốc. Điều này dẫn đến các cuộc đụng độ thường xuyên giữa các lực lượng Đảng Cộng sản Trung Quốc và Quốc Dân Đảng  nhưng nhanh chóng lắng xuống khi cả hai bên nhận ra rằng nội chiến không phải là một lựa chọn. Tuy nhiên, đến năm 1943, Đảng Cộng sản Trung Quốc một lần nữa tích cực mở rộng lãnh thổ của mình từ lãnh thổ của Quốc dân Đảng.

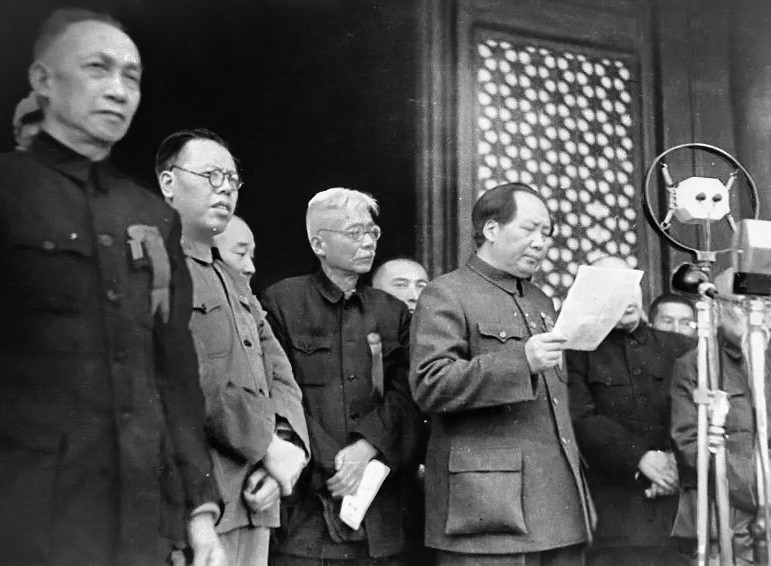
Mao Trạch Đông tuyên bố thành lập nước Cộng hòa Nhân dân Trung Hoa vào ngày 1 tháng 10 năm 1949.

Mao Trạch Đông trở thành Chủ tịch Đảng Cộng sản Trung Quốc năm 1945. Từ năm 1945 đến năm 1949, chiến tranh đã giảm xuống còn hai bên; Đảng Cộng sản Trung Quốc và Quốc Dân Đảng. Thời kỳ này kéo dài qua bốn giai đoạn; lần thứ nhất là từ tháng 8 năm 1945 (khi quân Nhật đầu hàng) đến tháng 6 năm 1946 (khi hòa đàm giữa Đảng Cộng sản Trung Quốc và Quốc Dân Đảng kết thúc). Đến năm 1945, Quốc Dân Đảng có số binh sĩ dưới quyền nhiều gấp ba lần so với Đảng Cộng sản Trung Quốc và ban đầu dường như đang chiếm ưu thế. Với sự hợp tác của người Mỹ và người Nhật, Quốc Dân Đảng đã có thể chiếm lại những phần lớn của đất nước. Tuy nhiên, Quốc dân Đảng cai trị các lãnh thổ được tái thẩm định sẽ không được ưa chuộng vì tình trạng tham nhũng phổ biến của đảng. Bất chấp ưu thế lớn về số lượng, Quốc dân Đảng đã thất bại trong việc tái chiếm các vùng lãnh thổ nông thôn vốn đã tạo nên thành trì của Đảng Cộng sản Trung Quốc. Cũng trong khoảng thời gian đó, Đảng Cộng sản Trung Quốc phát động cuộc xâm lược Mãn Châu, nơi họ được Liên Xô hỗ trợ. Giai đoạn thứ hai, kéo dài từ tháng 7 năm 1946 đến tháng 6 năm 1947, Quốc dân Đảng mở rộng quyền kiểm soát đối với các thành phố lớn, chẳng hạn như Diên An (trụ sở của Đảng Cộng sản Trung Quốc trong phần lớn thời gian chiến tranh). Những thành công của Quốc Dân Đảng là rỗng tuếch; Đảng Cộng sản Trung Quốc đã chiến thuật rút lui khỏi các thành phố, và thay vào đó tấn công chính quyền Quốc dân đảng bằng cách xúi giục các cuộc biểu tình giữa sinh viên và trí thức trong các thành phố (Quốc dân đảng đã phản ứng với những sự kiện này bằng sự đàn áp nặng nề). Trong khi đó, Quốc Dân Đảng đang phải vật lộn với cuộc đấu đá nội bộ phe phái và sự kiểm soát chuyên quyền của Tưởng Giới Thạch đối với đảng, điều này làm suy yếu khả năng phản ứng của Quốc Dân Đảng trước các cuộc tấn công. Giai đoạn thứ ba, kéo dài từ tháng 7 năm 1947 đến tháng 8 năm 1948, chứng kiến một cuộc phản công hạn chế của Đảng Cộng sản Trung Quốc. Mục tiêu là xóa bỏ "miền Trung Trung Quốc, củng cố miền Bắc Trung Quốc và khôi phục Đông Bắc Trung Quốc."  Chính sách này, cùng với việc đào ngũ khỏi lực lượng quân đội Quốc dân đảng (vào mùa xuân năm 1948, quân đội Quốc dân đảng đã mất khoảng 2 trong số 3 triệu quân) và sự phổ biến của chế độ Quốc dân đảng ngày càng giảm. Kết quả là Đảng Cộng sản Trung Quốc đã có thể cắt đứt các đơn vị đồn trú của Quốc dân đảng ở Mãn Châu và chiếm lại một số lãnh thổ đã mất. Giai đoạn cuối, kéo dài từ tháng 9 năm 1948 đến tháng 12 năm 1949, chứng kiến những người cộng sản nắm quyền chủ động và sự sụp đổ của sự thống trị của Quốc Dân Đảng ở Trung Quốc đại lục nói chung. Vào ngày 1 tháng 10 năm 1949, Mao tuyên bố thành lập Cộng hòa Nhân dân Trung Hoa, biểu thị sự thành công của Cách mạng Trung Quốc.

### Đảng cầm quyền duy nhất (1949 – nay)

Cờ của Đảng Cộng sản Trung Quốc từ ngày 17 tháng 6 năm 1951 đến ngày 21 tháng 7 năm 1996

Ngày 1 tháng 10 năm 1949, Chủ tịch Mao Trạch Đông tuyên bố ngày 21 tháng 9 năm 1949 thành lập Cộng hòa Nhân dân Trung Hoa trước một đám đông lớn tại Quảng trường Bắc Kinh. Đến cuối năm, Đảng Cộng sản Trung Quốc trở thành đảng cầm quyền lớn ở Trung Quốc. Từ thời điểm này đến những năm 1980, các nhà lãnh đạo cao nhất của Đảng Cộng sản Trung Quốc (như Mao Trạch Đông, Lâm Bưu, Chu Ân Lai và Đặng Tiểu Bình) hầu hết đều là những nhà lãnh đạo quân sự trước khi thành lập Cộng hòa Nhân dân Trung Hoa. Kết quả là, các mối quan hệ cá nhân không chính thức giữa các nhà lãnh đạo chính trị và quân sự đã chi phối các mối quan hệ dân sự-quân sự.
Trong những năm 1960 và 1970, Đảng Cộng sản Trung Quốc đã trải qua một sự tách biệt đáng kể về ý thức hệ khỏi Đảng Cộng sản Liên Xô. Vào thời điểm đó, Mao bắt đầu nói rằng "cuộc cách mạng tiếp tục dưới chế độ chuyên chính của giai cấp vô sản " quy định rằng những kẻ thù giai cấp đang tiếp tục tồn tại mặc dù cuộc cách mạng xã hội chủ nghĩa dường như đã hoàn thành, dẫn đến cuộc Cách mạng Văn hóa trong đó hàng triệu người bị đàn áp, nhiều người trong số đó bị xử tử.

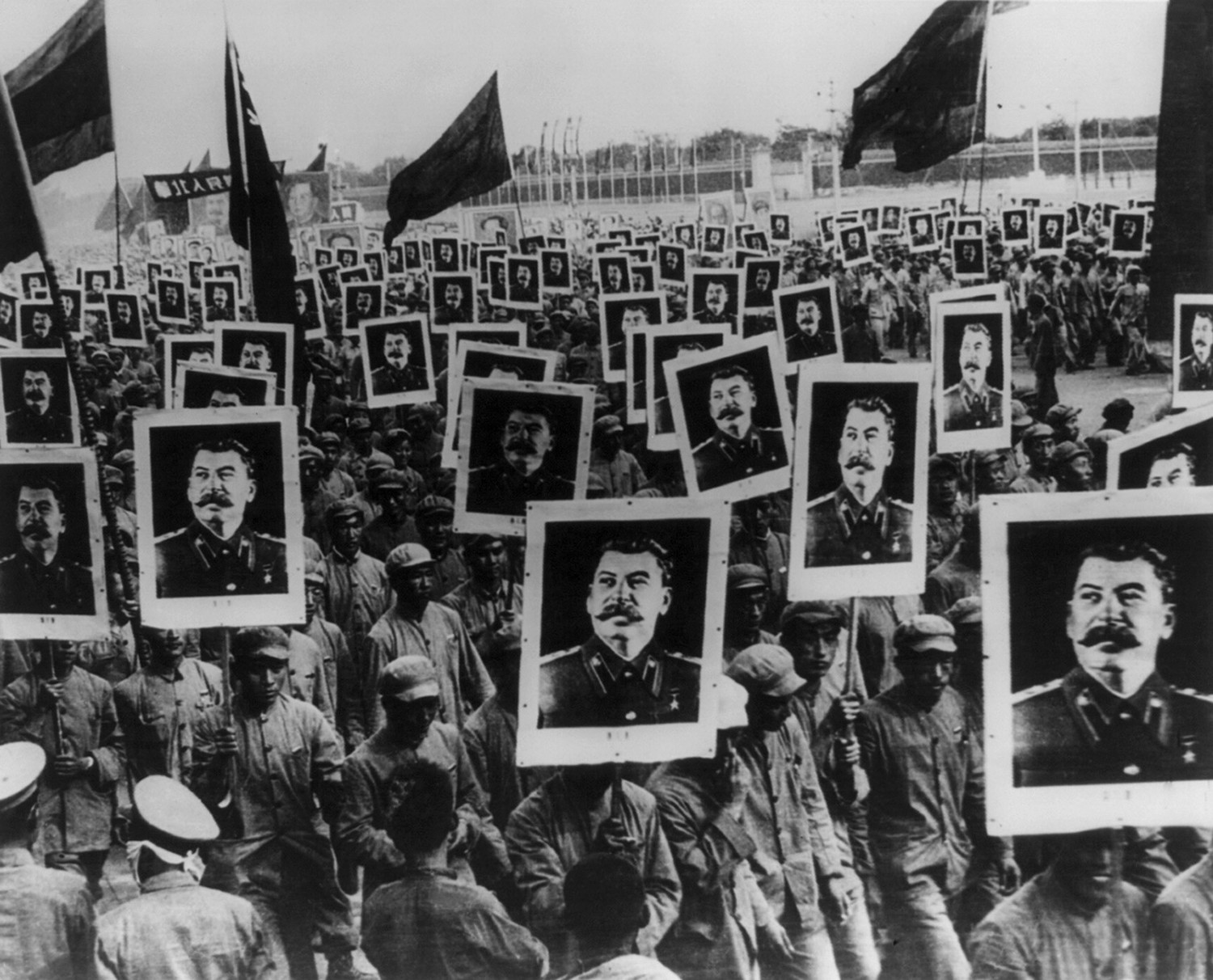
Những người cộng sản Trung Quốc kỷ niệm sinh nhật của Joseph Stalin, năm 1949.

Sau cái chết của Mao năm 1976, một cuộc tranh chấp quyền lãnh đạo giữa Chủ tịch Đảng Cộng sản Trung Quốc Hoa Quốc Phong và Phó Chủ tịch Đặng Tiểu Bình đã nổ ra. Đặng đã thắng trong cuộc đấu này, và trở thành "nhà lãnh đạo tối cao" vào năm 1978. Đặng, cùng với Hồ Diệu Bang và Triệu Tử Dương, đi đầu trong chính sách Cải cách và mở cửa, đồng thời đưa ra khái niệm tư tưởng về chủ nghĩa xã hội đặc sắc Trung Quốc, đưa Trung Quốc đến các thị trường trên thế giới. Khi đảo ngược một số chính sách "tả khuynh" của Mao, Đặng lập luận rằng một nhà nước xã hội chủ nghĩa có thể sử dụng kinh tế thị trường mà bản thân nó không phải là tư bản chủ nghĩa. Trong khi khẳng định quyền lực chính trị của Đảng, sự thay đổi trong chính sách đã tạo ra tăng trưởng kinh tế đáng kể. Tuy nhiên, hệ tư tưởng mới đã bị tranh cãi ở cả hai phía, bởi những người theo chủ nghĩa Mao cũng như những người ủng hộ tự do hóa chính trị. Với các yếu tố xã hội khác, xung đột lên đến đỉnh điểm trong các cuộc biểu tình tại Thiên An Môn năm 1989. Các cuộc phản đối đã bị dập tắt, tầm nhìn của Đặng về kinh tế thắng thế, và vào đầu những năm 1990, khái niệm kinh tế thị trường xã hội chủ nghĩa đã được đưa ra. Năm 1997, tư tưởng của Đặng (Lý thuyết Đặng Tiểu Bình), được đưa vào điều lệ của Đảng Cộng sản Trung Quốc.
Tổng bí thư Đảng Cộng sản Trung Quốc Giang Trạch Dân kế nhiệm Đặng làm "lãnh đạo tối cao" vào những năm 1990, và tiếp tục hầu hết các chính sách của ông. Trong những năm 1990, Đảng Cộng sản Trung Quốc đã chuyển đổi từ một nhà lãnh đạo cách mạng kỳ cựu dẫn đầu cả về quân sự và chính trị, thành một tầng lớp chính trị ngày càng được tái sinh theo các chuẩn mực được thể chế hóa trong bộ máy công quyền. Lãnh đạo chủ yếu được lựa chọn dựa trên các quy tắc và tiêu chuẩn về thăng chức và nghỉ hưu, nền tảng giáo dục, và chuyên môn quản lý và kỹ thuật. Có một nhóm sĩ quan quân đội chuyên nghiệp hóa phần lớn riêng biệt, phục vụ dưới sự lãnh đạo hàng đầu của Đảng Cộng sản Trung Quốc phần lớn thông qua các mối quan hệ chính thức trong các kênh thể chế.
Là một phần trong di sản danh nghĩa của Giang Trạch Dân, Đảng Cộng sản Trung Quốc đã phê chuẩn Ba đại diện cho bản sửa đổi điều lệ năm 2003 của đảng, như một "ý thức hệ chỉ đạo" để khuyến khích đảng đại diện cho "lực lượng sản xuất tiên tiến, nền văn hóa tiến bộ của Trung Quốc, và nền tảng lợi ích của người dân. "  Lý thuyết đã hợp pháp hóa sự gia nhập của các chủ doanh nghiệp tư nhân và các phần tử tư sản vào đảng. Hồ Cẩm Đào, người kế nhiệm Giang Trạch Dân làm Tổng Bí thư, nhậm chức năm 2002. Không giống như Mao, Đặng và Giang Trạch Dân, Hồ đặt trọng tâm vào sự lãnh đạo tập thể và phản đối sự thống trị của một người trong hệ thống chính trị. Sự khăng khăng tập trung vào tăng trưởng kinh tế đã dẫn đến một loạt các vấn đề xã hội nghiêm trọng. Để giải quyết những vấn đề này, Hu đã đưa ra hai khái niệm tư tưởng chính: Triển vọng khoa học về phát triển và xã hội xã hội chủ nghĩa hài hòa. Hồ từ chức Tổng bí thư Đảng Cộng sản Trung Quốc và Chủ tịch Quân ủy Trung ương tại Đại hội toàn quốc lần thứ 18 tổ chức vào năm 2012 và được Tập Cận Bình kế nhiệm cả hai chức vụ.
Kể từ khi lên nắm quyền, ông Tập đã khởi xướng một chiến dịch chống tham nhũng trên diện rộng, đồng thời tập trung quyền lực vào văn phòng tổng bí thư Đảng Cộng sản Trung Quốc với chi phí của sự lãnh đạo tập thể của những thập kỷ trước. Các nhà bình luận đã mô tả chiến dịch này là "một phần xác định nhiệm kỳ chủ tịch của ông Tập" cũng như "lý do chính khiến ông có thể củng cố quyền lực của mình một cách nhanh chóng và hiệu quả."  Các nhà bình luận nước ngoài đã ví ông như Mao Trạch Đông. Sự lãnh đạo của Tập cũng đã giám sát sự gia tăng vai trò của đảng ở Trung Quốc. Tập đã bổ sung hệ tư tưởng, được đặt theo tên của ông, vào điều lệ của Đảng Cộng sản Trung Quốc năm 2017. Như đã được suy đoán, Tập Cận Bình có thể không nghỉ hưu sau khi phục vụ 10 năm vào năm 2022.

## Ý thức hệ
Trong những năm gần đây, chủ yếu được các nhà bình luận nước ngoài lập luận rằng Đảng Cộng sản Trung Quốc không có hệ tư tưởng, và tổ chức đảng mang tính thực dụng và chỉ quan tâm đến những gì hoạt động. Bản thân đảng này lập luận ngược lại. Ví dụ, vào năm 2012, Hồ Cẩm Đào đã tuyên bố rằng thế giới phương Tây đang "đe dọa chia rẽ chúng ta" và "văn hóa quốc tế của phương Tây mạnh trong khi chúng ta yếu... Các lĩnh vực tư tưởng và văn hóa là mục tiêu chính của chúng ta". Đảng Cộng sản Trung Quốc đặt rất nhiều nỗ lực vào các trường đảng và xây dựng thông điệp tư tưởng của mình. Trước khi chiến dịch "Thực tiễn là tiêu chuẩn duy nhất cho chân lý", mối quan hệ giữa hệ tư tưởng và việc ra quyết định là một mối quan hệ suy diễn, có nghĩa là việc hoạch định chính sách bắt nguồn từ kiến thức hệ tư tưởng. Dưới thời Đặng, mối quan hệ này bị đảo lộn, với việc ra quyết định chỉ biện minh cho ý thức hệ và không ngược lại. Cuối cùng, các nhà hoạch định chính sách Trung Quốc tin rằng hệ tư tưởng nhà nước của Liên Xô là "cứng nhắc, thiếu sáng tạo, phức tạp và rời rạc với thực tế" và đây là một trong những nguyên nhân dẫn đến sự tan rã của Liên Xô. Do đó, họ tin rằng hệ tư tưởng đảng của họ phải năng động để bảo vệ sự cai trị của đảng.

### Hệ tư tưởng chính thức

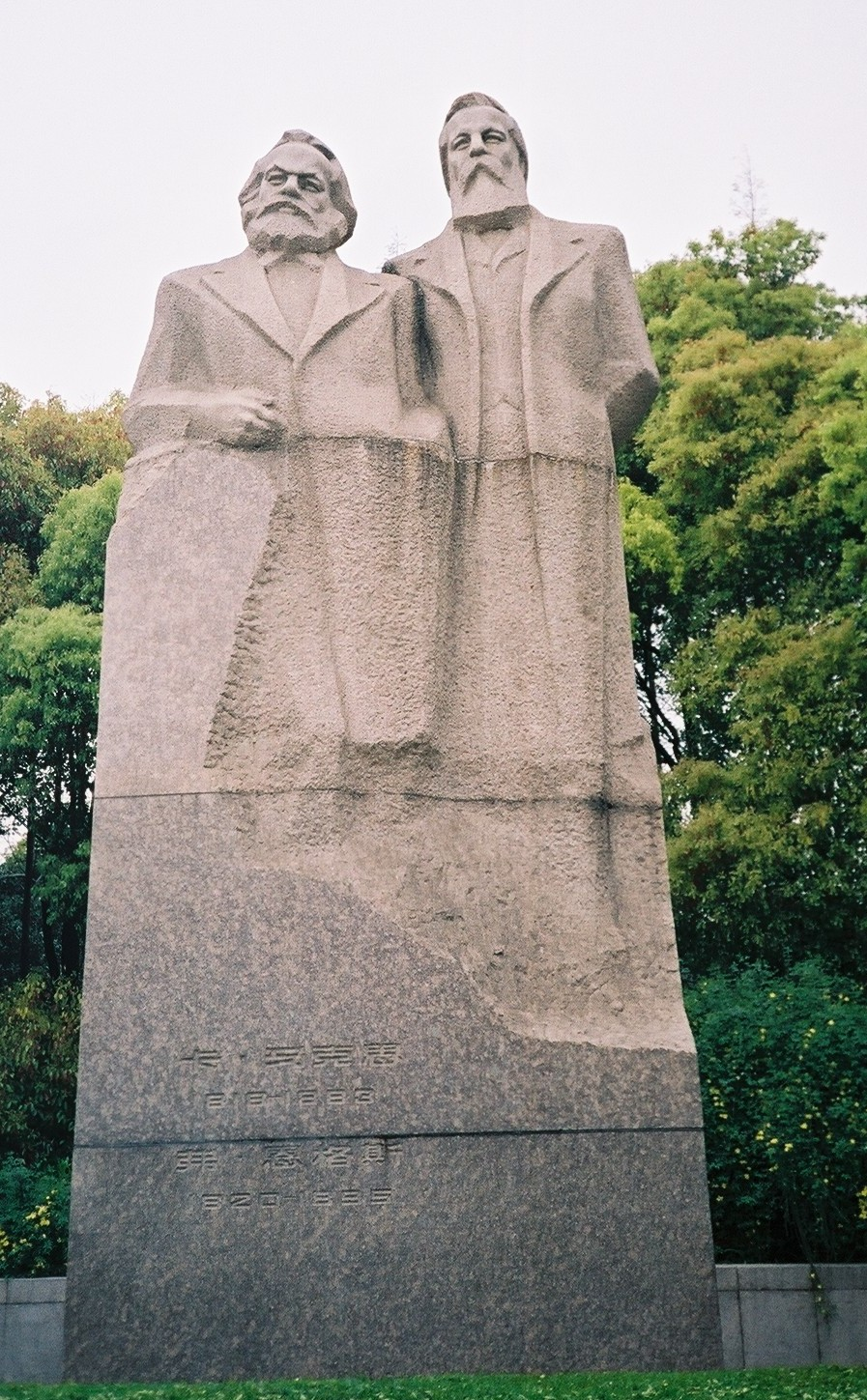
Một tượng đài dành riêng cho Karl Marx (trái) và Friedrich Engels (phải) ở Thượng Hải

Chủ nghĩa Mác - Lê-nin là hệ tư tưởng chính thức đầu tiên của Đảng Cộng sản Trung Quốc. Theo ĐCSTQ, "Chủ nghĩa Mác - Lê-nin tiết lộ những quy luật phổ biến chi phối sự phát triển của lịch sử xã hội loài người."  Đối với ĐCSTQ, chủ nghĩa Mác-Lênin đưa ra "tầm nhìn về những mâu thuẫn trong xã hội tư bản và tính tất yếu của một xã hội xã hội chủ nghĩa và cộng sản trong tương lai". Theo Nhân dân Nhật báo, Tư tưởng Mao Trạch Đông "là chủ nghĩa Mác - Lê-nin được áp dụng và phát triển ở Trung Quốc". Tư tưởng Mao Trạch Đông được hình thành không chỉ bởi Mao Trạch Đông, mà bởi các quan chức lãnh đạo của Đảng.
Trong khi các nhà phân tích không phải người Trung Quốc nhìn chung đồng ý rằng ĐCSTQ đã bác bỏ chủ nghĩa Mác-Lênin chính thống và Tư tưởng Mao Trạch Đông (hoặc ít nhất là những tư tưởng cơ bản trong tư duy chính thống), thì bản thân ĐCSTQ lại không đồng ý như vậy. Một số nhóm lập luận rằng Giang Trạch Dân đã kết thúc cam kết chính thức của ĐCSTQ đối với chủ nghĩa Mác bằng sự ra đời của lý thuyết ý thức hệ, Ba đại diện. Tuy nhiên, nhà lý luận của đảng Leng Rong không đồng ý, cho rằng "Chủ tịch Giang đã gạt bỏ Đảng khỏi những trở ngại về ý thức hệ đối với các loại hình sở hữu [...] Ông ấy không từ bỏ chủ nghĩa Mác hay chủ nghĩa xã hội. Ông ấy đã củng cố Đảng bằng cách cung cấp hiểu biết về chủ nghĩa Mác và chủ nghĩa xã hội - đó là lý do tại sao chúng ta nói về một 'nền kinh tế thị trường xã hội chủ nghĩa' với các đặc điểm của Trung Quốc. "  Việc đạt được "chủ nghĩa cộng sản" thực sự vẫn được mô tả là "mục tiêu cuối cùng" của ĐCSTQ và Trung Quốc. Trong khi ĐCSTQ tuyên bố rằng Trung Quốc đang ở giai đoạn sơ khai của chủ nghĩa xã hội, các nhà lý luận của đảng cho rằng giai đoạn phát triển hiện tại "trông rất giống chủ nghĩa tư bản". Ngoài ra, một số lý thuyết gia của đảng lập luận rằng "chủ nghĩa tư bản là giai đoạn đầu hoặc giai đoạn đầu của chủ nghĩa cộng sản."  Một số người đã bác bỏ khái niệm về một giai đoạn chính của chủ nghĩa xã hội là chủ nghĩa hoài nghi về trí tuệ. Theo Robert Lawrence Kuhn, một nhà phân tích Trung Quốc, "Lần đầu tiên tôi nghe thấy lý do này, tôi nghĩ nó hài hước hơn là thông minh - một bức tranh biếm họa về những kẻ tuyên truyền bị rò rỉ bởi những kẻ hoài nghi trí tuệ. Nhưng chân trời 100 năm đến từ các nhà lý luận chính trị nghiêm túc".
Lý thuyết Đặng Tiểu Bình đã được bổ sung vào điều lệ của đảng tại Đại hội toàn quốc lần thứ 14. Các khái niệm về " chủ nghĩa xã hội đặc sắc Trung Quốc " và " giai đoạn sơ khai của chủ nghĩa xã hội " đã được đưa vào lý thuyết. Lý thuyết Đặng Tiểu Bình có thể được định nghĩa là niềm tin rằng chủ nghĩa xã hội nhà nước và kế hoạch hóa nhà nước theo định nghĩa không phải là chủ nghĩa cộng sản, và các cơ chế thị trường là trung lập về giai cấp. Ngoài ra, bên cần phải phản ứng với tình hình thay đổi một cách năng động; Để biết một chính sách nào đó có lỗi thời hay không, đảng đã phải " đi tìm chân lý từ sự thật " và thực hiện theo khẩu hiệu "thực tiễn là tiêu chí duy nhất của chân lý". Tại Đại hội đại biểu toàn quốc lần thứ 14, Giang nhắc lại câu thần chú của Đặng rằng không cần thiết phải hỏi thứ gì đó là xã hội chủ nghĩa hay tư bản, vì yếu tố quan trọng là liệu nó có hiệu quả hay không.
"Ba đại diện", đóng góp của Giang Trạch Dân vào hệ tư tưởng của đảng, đã được đảng này thông qua tại Đại hội đại biểu toàn quốc lần thứ 16. Ba Đại diện xác định vai trò của Đảng Cộng sản Trung Quốc và nhấn mạnh rằng Đảng phải luôn đại diện cho các yêu cầu phát triển lực lượng sản xuất tiên tiến của Trung Quốc, định hướng văn hóa tiên tiến của Trung Quốc và lợi ích cơ bản của đại đa số người dân Trung Quốc. "   Một số bộ phận trong ĐCSTQ chỉ trích Ba đại diện là không theo chủ nghĩa Mác và phản bội các giá trị cơ bản của chủ nghĩa Mác. Những người ủng hộ coi đó là sự phát triển thêm của chủ nghĩa xã hội đặc sắc Trung Quốc. Giang không đồng ý và đã kết luận rằng việc đạt được phương thức sản xuất cộng sản chủ nghĩa, như những người cộng sản trước đó đã hình thành, phức tạp hơn những gì đã được nhận ra, và việc cố gắng buộc thay đổi phương thức sản xuất, vì nó phải phát triển một cách tự nhiên, bằng cách tuân theo chủ nghĩa duy vật lịch sử. lý thuyết này là đáng chú ý nhất cho phép nhà tư bản, chính thức được gọi là "tầng lớp xã hội mới", gia nhập đảng trên cơ sở họ đã tham gia "lao động chân chính và làm việc" và thông qua lao động của họ đã góp phần "xây dựng chủ nghĩa xã hội đặc sắc Trung Quốc."
Phiên họp toàn thể lần thứ ba của Ban Chấp hành Trung ương khóa 16 đã hình thành và xây dựng tư tưởng về Quan điểm phát triển khoa học (SOD). Nó được coi là đóng góp của Hồ Cẩm Đào vào diễn ngôn chính thống về hệ tư tưởng. SOD kết hợp chủ nghĩa xã hội khoa học, phát triển bền vững, phúc lợi xã hội, xã hội nhân văn, tăng cường dân chủ, và cuối cùng, tạo ra một xã hội hài hòa xã hội chủ nghĩa. Theo tuyên bố chính thức của ĐCSTQ, khái niệm này tích hợp " chủ nghĩa Mác với thực tế của Trung Quốc đương đại và với những đặc điểm cơ bản của thời đại chúng ta, và nó hoàn toàn thể hiện thế giới quan của chủ nghĩa Mác và phương pháp luận để phát triển." 

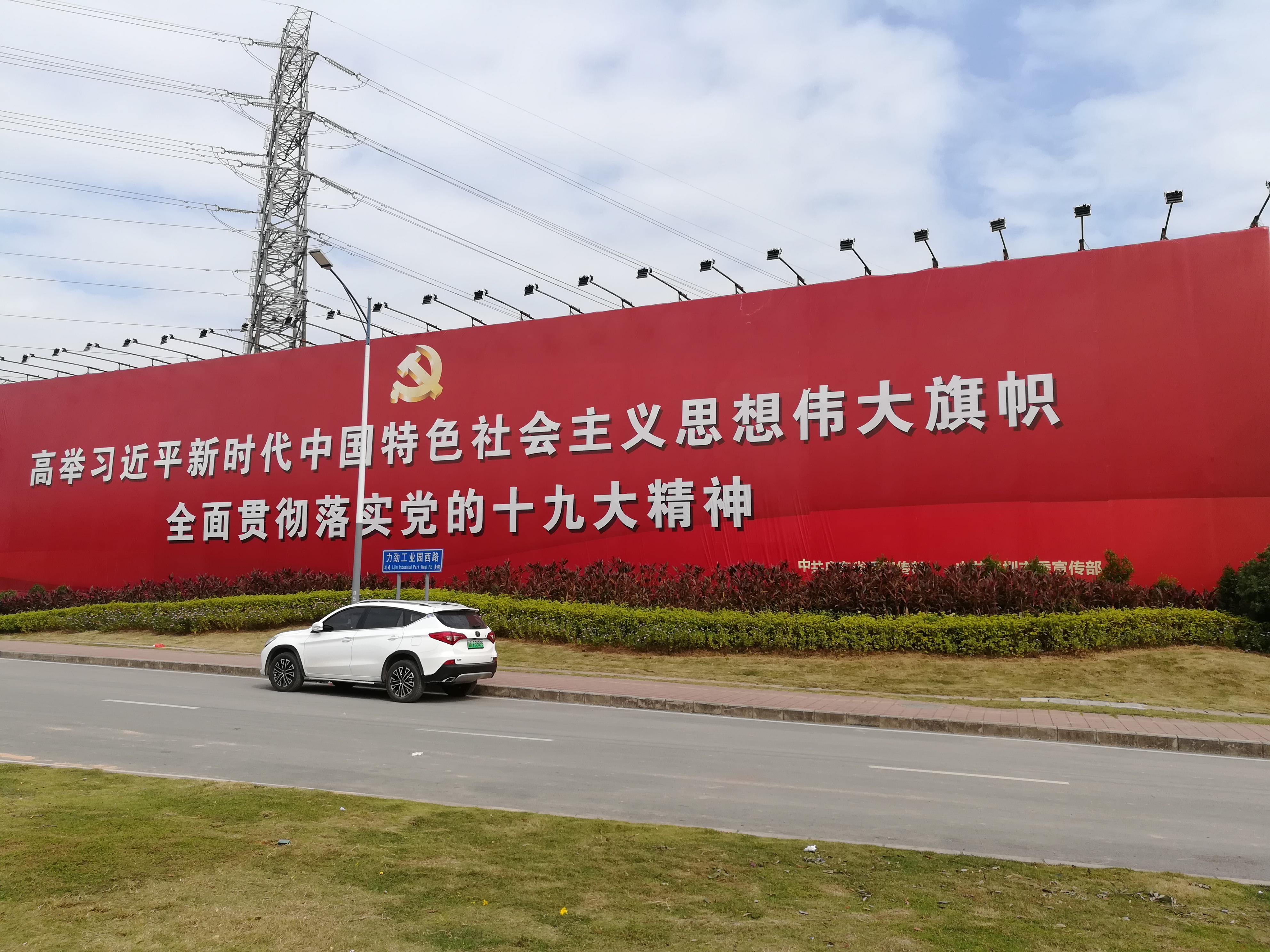
Một bảng quảng cáo Tư tưởng Tập Cận Bình ở Thâm Quyến, Quảng Đông

Tư tưởng Tập Cận Bình về chủ nghĩa xã hội đặc sắc Trung Quốc cho kỷ nguyên mới, thường được gọi là Tư tưởng Tập Cận Bình, đã được bổ sung vào điều lệ của đảng tại Đại hội đại biểu toàn quốc lần thứ 19. Bản thân ông Tập đã mô tả tư tưởng này như một phần của khuôn khổ rộng lớn được tạo ra xung quanh chủ nghĩa xã hội đặc sắc Trung Quốc. Trong các tài liệu chính thức của đảng và tuyên bố của các đồng nghiệp của ông Tập, tư tưởng này được cho là sự tiếp nối các hệ tư tưởng của đảng trước đây như một phần của một loạt các hệ tư tưởng chỉ đạo thể hiện " chủ nghĩa Mác thích nghi với điều kiện Trung Quốc " và những cân nhắc đương thời.

### Kinh tế học
Đặng không tin rằng sự khác biệt cơ bản giữa phương thức sản xuất tư bản chủ nghĩa và phương thức sản xuất xã hội chủ nghĩa là kế hoạch hóa tập trung so với thị trường tự do. Ông nói, "Nền kinh tế kế hoạch không phải là định nghĩa của chủ nghĩa xã hội, bởi vì có kế hoạch hóa dưới chủ nghĩa tư bản; kinh tế thị trường cũng diễn ra dưới chủ nghĩa xã hội. Các lực lượng kế hoạch và thị trường đều là những cách thức kiểm soát hoạt động kinh tế ". Giang Trạch Dân ủng hộ suy nghĩ của Đặng và tuyên bố trong một cuộc họp đảng rằng không quan trọng một cơ chế nào đó là tư bản chủ nghĩa hay xã hội chủ nghĩa, bởi vì điều quan trọng duy nhất là nó có hoạt động hay không. Chính tại cuộc họp này, Giang Trạch Dân đã đưa ra thuật ngữ kinh tế thị trường xã hội chủ nghĩa, thay thế cho "kinh tế thị trường xã hội chủ nghĩa có kế hoạch" của Trần Vân. Trong báo cáo của mình trước Đại hội đại biểu toàn quốc lần thứ 14, Giang Trạch Dân nói với các đại biểu rằng nhà nước xã hội chủ nghĩa sẽ "để các lực lượng thị trường đóng vai trò cơ bản trong việc phân bổ nguồn lực."  Tại Đại hội đại biểu toàn quốc lần thứ 15, đường lối của đảng đã được thay đổi thành "làm cho các lực lượng thị trường phát huy hơn nữa vai trò của họ trong việc phân bổ nguồn lực"; dòng này tiếp tục cho đến Phiên họp toàn thể lần thứ ba của Ban Chấp hành Trung ương Đảng Cộng sản Trung Quốc khóa 18 của Ủy ban Trung ương khóa 18, khi nó được sửa đổi để "để các lực lượng thị trường đóng vai trò quyết định trong việc phân bổ nguồn lực."  Mặc dù vậy, Hội nghị toàn thể lần thứ ba của Ban Chấp hành Trung ương khóa 18 vẫn giữ vững tôn chỉ "Duy trì sự thống trị của khu vực công và tăng cường sức sống kinh tế của kinh tế quốc doanh ".
ĐCSTQ xem thế giới được tổ chức thành hai phe đối nghịch nhau; xã hội chủ nghĩa và tư bản chủ nghĩa. Họ nhấn mạnh rằng chủ nghĩa xã hội, trên cơ sở chủ nghĩa duy vật lịch sử, cuối cùng sẽ chiến thắng chủ nghĩa tư bản. Trong những năm gần đây, khi đảng được yêu cầu giải thích sự toàn cầu hóa tư bản chủ nghĩa đang diễn ra, đảng đã quay lại với các tác phẩm của Karl Marx. Mặc dù thừa nhận rằng toàn cầu hóa phát triển thông qua hệ thống tư bản chủ nghĩa, các nhà lãnh đạo và lý thuyết của đảng cho rằng toàn cầu hóa về bản chất không phải là tư bản chủ nghĩa. Lý do là nếu toàn cầu hóa hoàn toàn là tư bản chủ nghĩa, thì nó sẽ loại trừ một hình thức xã hội chủ nghĩa hiện đại thay thế. Toàn cầu hóa, cũng như kinh tế thị trường, do đó, không có một tính chất giai cấp cụ thể nào (không phải xã hội chủ nghĩa hay tư bản chủ nghĩa) theo đảng. Sự khăng khăng rằng toàn cầu hóa không có bản chất cố định xuất phát từ việc Đặng nhấn mạnh rằng Trung Quốc có thể theo đuổi hiện đại hóa xã hội chủ nghĩa bằng cách kết hợp các yếu tố của chủ nghĩa tư bản. Do đó, trong ĐCSTQ có sự lạc quan đáng kể rằng bất chấp sự thống trị của chủ nghĩa tư bản hiện nay đối với toàn cầu hóa, toàn cầu hóa có thể được biến thành một phương tiện hỗ trợ chủ nghĩa xã hội.

## Quản trị

### Lãnh đạo tập thể
Lãnh đạo tập thể, ý tưởng rằng các quyết định sẽ được thực hiện thông qua sự đồng thuận, là lý tưởng chung trong ĐCSTQ. Khái niệm này có nguồn gốc từ Vladimir Lenin và Đảng Bolshevik Nga. Ở cấp độ lãnh đạo của đảng trung ương, điều này có nghĩa là, ví dụ, tất cả các thành viên của Ban Thường vụ Bộ Chính trị đều có thường vụ ngang nhau (mỗi thành viên chỉ có một phiếu bầu). Một Ủy viên Thường vụ Bộ Chính trị thường đại diện cho một ngành; dưới triều đại của Mao, ông ta kiểm soát Quân đội Giải phóng Nhân dân, Kang Sheng, bộ máy an ninh, và Chu Ân Lai, Quốc vụ viện và Bộ Ngoại giao. Đây được coi là quyền lực không chính thức. Mặc dù vậy, trong một mối quan hệ nghịch lý, các thành viên của một cơ thể được xếp hạng theo thứ bậc (mặc dù trên lý thuyết là các thành viên bình đẳng với nhau). Một cách không chính thức, sự lãnh đạo tập thể do một " nòng cốt lãnh đạo " đứng đầu; tức là lãnh đạo tối cao, người nắm giữ các chức vụ tổng bí thư ĐCSTQ, chủ tịch QUTƯ và chủ tịch nước CHND Trung Hoa. Trước khi Giang Trạch Dân nắm quyền lãnh đạo tối cao, không thể phân biệt được cốt lõi của đảng và tập thể lãnh đạo. Trên thực tế, cốt lõi không chịu trách nhiệm trước tập thể lãnh đạo. Tuy nhiên, vào thời Giang, đảng đã bắt đầu tuyên truyền một hệ thống trách nhiệm, trong các tuyên bố chính thức coi hệ thống này là "cốt lõi của sự lãnh đạo tập thể".

### Tập trung dân chủ
Nguyên tắc tổ chức của ĐCSTQ là nguyên tắc tập trung dân chủ, dựa trên hai nguyên tắc: dân chủ (đồng nghĩa trong diễn ngôn chính thức với "dân chủ xã hội chủ nghĩa" và "dân chủ trong đảng") và nguyên tắc tập trung. Đây là nguyên tắc tổ chức chỉ đạo của Đảng kể từ sau Đại hội đại biểu toàn quốc lần thứ V, tổ chức năm 1927. Theo nguyên văn điều lệ đảng, "Đảng là một bộ phận hợp thành được tổ chức theo chương trình, điều lệ và trên cơ sở nguyên tắc tập trung dân chủ". Mao từng châm biếm rằng chế độ tập trung dân chủ "đồng thời là dân chủ và tập trung, với hai mặt đối lập dường như là dân chủ và tập trung được thống nhất trong một hình thức xác định." Mao tuyên bố rằng tính ưu việt của nguyên tắc tập trung dân chủ nằm ở những mâu thuẫn nội tại của nó, giữa dân chủ và nguyên tắc tập trung, và tự do và kỷ luật. Hiện tại, ĐCSTQ đang tuyên bố rằng "dân chủ là huyết mạch của Đảng, huyết mạch của chủ nghĩa xã hội". Nhưng để dân chủ được thực hiện và hoạt động tốt, cần phải có sự tập trung hóa. Mục tiêu của nguyên tắc tập trung dân chủ không phải là xóa bỏ chủ nghĩa tư bản hoặc các chính sách của nó mà thay vào đó là phong trào hướng tới điều chỉnh chủ nghĩa tư bản trong khi liên quan đến chủ nghĩa xã hội và dân chủ. ĐCSTQ tuyên bố dân chủ dưới bất kỳ hình thức nào cũng cần có nguyên tắc tập trung, vì nếu không có nguyên tắc tập trung thì sẽ không có trật tự. Theo Mao, nguyên tắc tập trung dân chủ "là tập trung trên cơ sở dân chủ và dân chủ dưới sự chỉ đạo tập trung. Đây là hệ thống duy nhất thể hiện đầy đủ dân chủ với đầy đủ quyền hạn được giao cho đại hội nhân dân các cấp, đồng thời bảo đảm sự điều hành tập trung với chính quyền các cấp quản lý tập trung mọi công việc do mình giao phó. đại hội nhân dân các cấp tương ứng và bảo vệ những gì thiết yếu đối với đời sống dân chủ của nhân dân ".

### Song quy
Song quy là một quy trình xử lý kỷ luật nội bộ đảng do Ủy ban Kiểm tra Kỷ luật Trung ương (CCDI) tiến hành. Thể chế kiểm soát nội bộ độc lập chính thức này tiến hành song quy đối với các thành viên bị cáo buộc "vi phạm kỷ luật", một cáo buộc thường đề cập đến tham nhũng chính trị. Quy trình này, được dịch theo nghĩa đen là "quy định kép", nhằm mục đích trích xuất lời thú tội từ các thành viên bị cáo buộc vi phạm các quy định của đảng. Theo Quỹ Dui Hua, các chiến thuật như đốt thuốc lá, đánh đập và mô phỏng chết đuối nằm trong số những chiến thuật được sử dụng để giải tội. Các kỹ thuật được báo cáo khác bao gồm việc sử dụng ảo giác gây ra, với một đối tượng của phương pháp này báo cáo rằng "Cuối cùng tôi đã quá kiệt sức, tôi đã đồng ý với tất cả các cáo buộc chống lại tôi mặc dù chúng là sai sự thật." 

### Hệ thống hợp tác đa phương
Hệ thống Tham vấn Chính trị và Hợp tác Đa Đảng do ĐCSTQ lãnh đạo với sự hợp tác và tham vấn của tám bên tạo nên Mặt trận Thống nhất. Tham vấn diễn ra dưới sự lãnh đạo của ĐCSTQ, với các tổ chức quần chúng, các đảng phái của Mặt trận Thống nhất, và "đại diện từ mọi tầng lớp xã hội". Những cuộc tham vấn này, ít nhất là về mặt lý thuyết, đóng góp vào việc hình thành chính sách cơ bản của đất nước trong các lĩnh vực chính trị, kinh tế, văn hóa và xã hội. Mối quan hệ của ĐCSTQ với các bên khác dựa trên nguyên tắc "cùng tồn tại lâu dài và giám sát lẫn nhau, đối xử với nhau bằng cả sự chân thành và chia sẻ những mệt mỏi."  Quá trình này được thể chế hóa trong Hội nghị Hiệp thương Chính trị Nhân dân Trung Quốc (CPPCC). Tất cả các đảng trong Mặt trận thống nhất đều ủng hộ con đường đi lên chủ nghĩa xã hội của Trung Quốc và kiên định với sự lãnh đạo của ĐCSTQ. Mặc dù vậy, CPPCC là một cơ quan không có bất kỳ quyền lực thực sự nào. Trong khi các cuộc thảo luận diễn ra, tất cả đều do ĐCSTQ giám sát.

## Tổ chức

### Tổ chức trung ương

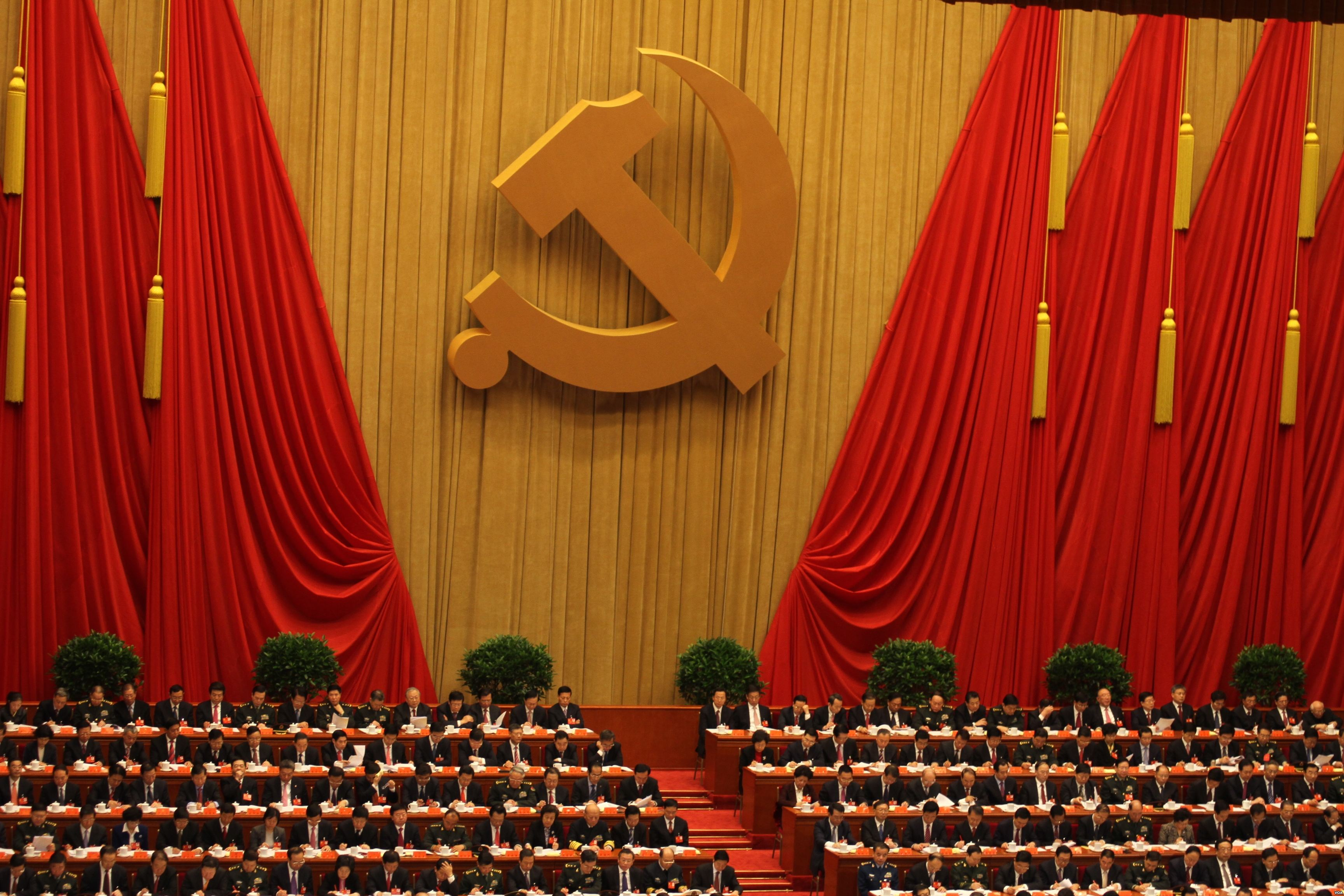
Đại hội đại biểu toàn quốc lần thứ 18, được triệu tập vào tháng 11 năm 2012

Đại hội đại biểu toàn quốc là cơ quan cao nhất của đảng, kể từ Đại hội đại biểu toàn quốc lần thứ 9 năm 1969, được triệu tập 5 năm một lần (trước Đại hội đại biểu lần thứ 9, họ được triệu tập bất thường). Theo điều lệ của đảng, đại hội không thể bị hoãn trừ "trong những trường hợp bất thường."  Điều lệ đảng trao cho Đại hội Quốc gia sáu trách nhiệm: 
1. bầu Ban Chấp hành Trung ương; [88]
2. bầu Ủy ban Kiểm tra Kỷ luật Trung ương (CCDI); [88]
3. thẩm tra tờ trình của Ban Chấp hành Trung ương sắp mãn nhiệm; [88]
4. kiểm tra báo cáo của CCDI gửi đi; [88]
5. thảo luận và ban hành các chính sách của đảng; và: [88]
6. sửa đổi điều lệ của đảng.[88]

Trên thực tế, các đại biểu hiếm khi thảo luận các vấn đề dài dòng tại các kỳ Đại hội toàn quốc. Hầu hết các cuộc thảo luận nội dung diễn ra trước đại hội, trong giai đoạn chuẩn bị, giữa một nhóm các nhà lãnh đạo cao nhất của đảng. Giữa các kỳ Đại hội toàn quốc, Ủy ban Trung ương là cơ quan ra quyết định cao nhất. CCDI chịu trách nhiệm giám sát hệ thống đạo đức và chống tham nhũng trong nội bộ đảng. Giữa các kỳ đại hội, CCDI nằm dưới quyền của Ủy ban Trung ương.
Ủy ban Trung ương, với tư cách là cơ quan ra quyết định cao nhất của đảng giữa các kỳ đại hội toàn quốc, bầu ra một số cơ quan để thực hiện công việc của mình. Phiên họp toàn thể đầu tiên của một ủy ban trung ương mới được bầu ra bầu tổng bí thư của ban chấp hành trung ương, người đứng đầu đảng; Quân ủy Trung ương (QUTƯ); Bộ Chính trị; Thường vụ Bộ Chính trị (PSC); và kể từ năm 2013, Ủy ban An ninh Quốc gia Trung ương (CNSC). Hội nghị toàn thể đầu tiên cũng tán thành thành phần của Ban thư ký và ban lãnh đạo của CCDI. Theo điều lệ của đảng, Tổng bí thư phải là thành viên của Thường vụ Bộ Chính trị (PSC), chịu trách nhiệm triệu tập các cuộc họp của PSC và Bộ Chính trị, đồng thời chủ trì công việc của Ban Bí thư. Bộ Chính trị "thực hiện chức năng, quyền hạn của Ban Chấp hành Trung ương khi chưa họp toàn thể". PSC là cơ quan ra quyết định cao nhất của đảng khi Bộ Chính trị, Ủy ban Trung ương và Đại hội đại biểu toàn quốc không họp. Nó triệu tập ít nhất một lần một tuần. Nó được thành lập tại Đại hội đại biểu toàn quốc lần thứ 8, vào năm 1958, để đảm nhận vai trò hoạch định chính sách trước đây do Ban Bí thư đảm nhận. Ban Bí thư là cơ quan thực hiện cao nhất của Ban Chấp hành Trung ương, và có thể đưa ra quyết định trong khuôn khổ chính sách do Bộ Chính trị thiết lập; nó cũng có trách nhiệm giám sát công việc của các tổ chức báo cáo trực tiếp với Ủy ban Trung ương, ví dụ các sở, ủy ban, ấn phẩm, v.v. QUTƯ là cơ quan quyết định cao nhất về các vấn đề quân sự trong đảng và kiểm soát các hoạt động của Quân Giải phóng Nhân dân. Tổng bí thư, kể từ khi Giang Trạch Dân, đồng thời là Chủ tịch QUTƯ. Không giống như lý tưởng lãnh đạo tập thể của các cơ quan đảng khác, Chủ tịch QUTƯ hoạt động như một tổng tư lệnh có toàn quyền bổ nhiệm hoặc miễn nhiệm các sĩ quan quân đội hàng đầu theo ý muốn. CNSC "phối hợp các chiến lược an ninh giữa các bộ phận khác nhau, bao gồm tình báo, quân đội, đối ngoại và cảnh sát để đối phó với những thách thức ngày càng tăng đối với sự ổn định trong và ngoài nước."  Tổng bí thư giữ vai trò là Chủ tịch của CNSC.
Hội nghị lần thứ nhất của Ủy ban Trung ương cũng bầu ra người đứng đầu các vụ, cục, nhóm lãnh đạo trung ương và các tổ chức khác để theo đuổi công việc của mình trong một nhiệm kỳ ("nhiệm kỳ" là khoảng thời gian trôi qua giữa các kỳ đại hội toàn quốc, thường là năm năm). Văn phòng chung là "trung tâm thần kinh" của đảng, phụ trách công việc hành chính hàng ngày, bao gồm thông tin liên lạc, giao thức và thiết lập chương trình nghị sự cho các cuộc họp. ĐCSTQ hiện có bốn ban chính ở trung ương: Ban Tổ chức, chịu trách nhiệm giám sát các cuộc bổ nhiệm cấp tỉnh và kiểm tra cán bộ cho các cuộc bổ nhiệm trong tương lai, Cục Công khai (trước đây là "Ban Tuyên truyền"), giám sát các phương tiện truyền thông và thành lập đảng. liên hệ với giới truyền thông,   Vụ Quốc tế, hoạt động như "bộ ngoại giao" của đảng cùng với các đảng khác,  và Ban Công tác Mặt trận Thống nhất, giám sát công việc với các đảng không cộng sản của đất nước, tổ chức và các nhóm có ảnh hưởng bên ngoài quốc gia. Đảng Cộng sản Trung Quốc cũng có quyền kiểm soát trực tiếp Văn phòng Nghiên cứu Chính sách Trung ương, cơ quan chịu trách nhiệm nghiên cứu các vấn đề mà giới lãnh đạo đảng quan tâm,  Trường Đảng Trung ương, nơi đào tạo chính trị và truyền bá tư tưởng về tư tưởng cộng sản cho cấp cao. -ranking và cán bộ tăng lên,  các Trung tâm nghiên cứu Lịch sử Đảng, trong đó ưu tiên tập cho nghiên cứu học thuật trong các trường đại học nhà nước và Trường Trung ương Đảng,  và Văn phòng dịch thuật, mà các nghiên cứu và dịch các tác phẩm cổ điển của Chủ nghĩa Mác. Tờ báo của đảng, Nhân dân Nhật báo, chịu sự kiểm soát trực tiếp của Ủy ban Trung ương  và được xuất bản với mục tiêu "kể những câu chuyện hay về Trung Quốc và (Đảng)" và để quảng bá lãnh đạo đảng của mình. Các tạp chí lý luận Đi tìm sự thật và Thời báo Nghiên cứu do Trường Đảng Trung ương xuất bản. Các văn phòng khác nhau của "Nhóm Lãnh đạo Trung ương", chẳng hạn như Văn phòng Các vấn đề Hồng Kông và Ma Cao, Văn phòng Các vấn đề Đài Loan và Văn phòng Tài chính Trung ương, cũng báo cáo với ủy ban trung ương trong một phiên họp toàn thể.

### Tổ chức cấp thấp hơn
Sau khi nắm quyền lực chính trị, ĐCSTQ đã mở rộng hệ thống chỉ huy kép giữa đảng và nhà nước cho tất cả các tổ chức chính phủ, tổ chức xã hội và thực thể kinh tế. Hội đồng Nhà nước và Tòa án tối cao đều có một nhóm nòng cốt là đảng (党组), được thành lập từ tháng 11 năm 1949. Các cấp ủy Đảng thấm nhuần trong mọi cơ quan hành chính nhà nước cũng như các Hội nghị hiệp thương nhân dân và các đoàn thể các cấp. Đảng ủy tồn tại bên trong các công ty, cả tư nhân và nhà nước. Được mô phỏng theo hệ thống Nomenklatura của Liên Xô, bộ phận tổ chức của cấp ủy ở mỗi cấp có quyền tuyển dụng, đào tạo, theo dõi, bổ nhiệm và bố trí lại những cán bộ này.
Đảng bộ có ở cấp tỉnh, thành phố, quận và khu phố. Các ủy ban này đóng vai trò chủ chốt trong việc định hướng chính sách địa phương bằng cách lựa chọn các nhà lãnh đạo địa phương và giao các nhiệm vụ quan trọng. Bí thư Đảng ở mỗi cấp cao hơn so với người đứng đầu chính quyền, với ban thường vụ ĐCSTQ là nguồn quyền lực chính. Cấp ủy viên ở mỗi cấp do lãnh đạo cấp trên lựa chọn, lãnh đạo cấp tỉnh do Ban tổ chức trung ương lựa chọn, bí thư địa phương không bị điều động.
Tuy nhiên, về lý thuyết, các đảng bộ được bầu bởi đại hội đảng ở cấp mình. Đại hội đảng bộ địa phương được cho là sẽ được tổ chức vào năm thứ năm hàng năm, nhưng trong những trường hợp bất thường, chúng có thể được tổ chức sớm hơn hoặc hoãn lại. Tuy nhiên quyết định đó phải được cấp ủy địa phương cấp trên tiếp theo thông qua. Số lượng đại biểu và thủ tục bầu cử do cấp uỷ địa phương quyết định, nhưng phải có sự đồng ý của cấp uỷ cấp trên trực tiếp.
Đại hội đảng bộ địa phương có nhiều nhiệm vụ như Đại hội đại biểu toàn quốc, có trách nhiệm kiểm tra báo cáo của cấp ủy địa phương tương ứng; kiểm tra báo cáo của Ủy ban Kiểm tra Kỷ luật địa phương ở cấp tương ứng; thảo luận và thông qua các nghị quyết về các vấn đề lớn trong lĩnh vực đã cho; và bầu Đảng ủy địa phương và Ủy ban Kiểm tra Kỷ luật địa phương ở cấp tương ứng. Đảng bộ của "một tỉnh, khu tự trị, đô thị trực thuộc trung ương, thành phố được chia thành huyện hoặc quận tự trị [được] bầu với nhiệm kỳ 5 năm", và bao gồm các ủy viên đầy đủ và dự khuyết. Các đảng bộ "của một quận (biểu ngữ), quận tự trị, thành phố không được chia thành huyện, hoặc quận thành phố trực thuộc trung ương [được] bầu với nhiệm kỳ năm năm", nhưng các thành viên đầy đủ và dự khuyết "phải có thường vụ Đảng ba năm hoặc hơn."  Nếu Đại hội Đảng bộ địa phương được tổ chức trước hoặc sau ngày nhất định, nhiệm kỳ của các cấp ủy viên sẽ được rút ngắn hoặc kéo dài tương ứng.
Các vị trí trống trong một Đảng ủy sẽ được điền bởi một thành viên dự khuyết theo thứ tự ưu tiên, được quyết định bởi số phiếu bầu mà một thành viên dự khuyết có được trong cuộc bầu cử của họ. Một Đảng ủy phải triệu tập ít nhất hai cuộc họp toàn thể một năm. Trong nhiệm kỳ của mình, Đảng bộ "thực hiện chỉ thị của tổ chức Đảng cấp trên trực tiếp và nghị quyết của đại hội Đảng các cấp". Ban Thường vụ địa phương (tương tự như Bộ Chính trị Trung ương) được bầu tại hội nghị lần thứ nhất của Đảng bộ tương ứng sau đại hội đảng bộ địa phương. Ban Thường vụ chịu trách nhiệm trước cấp ủy cấp trên và cấp ủy cấp trên trực tiếp. Ban Thường vụ thực hiện các nhiệm vụ và trách nhiệm của cấp ủy tương ứng khi không họp.

### Thành viên
Để gia nhập đảng, người nộp đơn phải được đảng cộng sản chấp thuận. Trong năm 2014, chỉ có 2 triệu đơn đăng ký được chấp nhận trong số 22 triệu ứng viên. Đảng viên được kết nạp sau đó dành ra một năm với tư cách là đảng viên tập sự.
Trái ngược với trước đây, vốn đặt trọng tâm vào các tiêu chí tư tưởng của người nộp đơn, thì ĐCSTQ hiện tại lại nhấn mạnh đến trình độ kỹ thuật và giáo dục. Để trở thành đảng viên tập sự, ứng viên phải tuyên thệ kết nạp trước cờ đảng. Tổ chức CCP có liên quan chịu trách nhiệm quan sát và giáo dục các thành viên tập sự. thành viên tập sự có nhiệm vụ tương tự như các thành viên đầy đủ, ngoại trừ việc họ không được bỏ phiếu trong các cuộc bầu cử của đảng cũng như không được ứng cử. Nhiều người gia nhập ĐCSTQ thông qua Đoàn Thanh niên Cộng sản. Dưới thời Giang Trạch Dân, các doanh nhân tư nhân được phép trở thành đảng viên. Theo điều lệ của ĐCSTQ, nói ngắn gọn là một đảng viên phải tuân theo mệnh lệnh, kỷ luật, giữ vững đoàn kết, phục vụ Đảng và nhân dân, và thúc đẩy lối sống xã hội chủ nghĩa. Các đảng viên được hưởng đặc quyền tham dự các cuộc họp Đảng, đọc các tài liệu liên quan của Đảng, được học tập về Đảng, tham gia thảo luận về Đảng thông qua các báo và tạp chí của Đảng, đưa ra các đề xuất và kiến nghị, đưa ra "phê bình có căn cứ đối với bất kỳ tổ chức Đảng hoặc thành viên nào tại các cuộc họp của Đảng" (kể cả ban lãnh đạo trung ương của đảng), biểu quyết và ứng cử, phản đối và chỉ trích các nghị quyết của Đảng ("với điều kiện là kiên quyết thực hiện nghị quyết hoặc chủ trương khi nó có hiệu lực"); và họ có khả năng "đưa ra bất kỳ yêu cầu, kháng cáo, hoặc khiếu nại nào lên các tổ chức Đảng cấp trên, thậm chí lên đến Ban Chấp hành Trung ương và yêu cầu các tổ chức liên quan trả lời có trách nhiệm."  Không tổ chức đảng nào, kể cả ban lãnh đạo trung ương của ĐCSTQ, có thể tước bỏ những quyền này của một đảng viên.
Tính đến ngày 30 tháng 6 năm 2016, các đảng viên xác định là nông dân, người chăn nuôi và ngư dân chiếm 26 triệu; các đảng viên xác định là công nhân tổng cộng là 7,2 triệu. Một nhóm đảng viên khác, "Cán bộ quản lý, chuyên môn và kỹ thuật trong các doanh nghiệp và cơ quan nhà nước", chiếm 12,5 triệu, 9 triệu được xác định là làm việc trong nhân viên hành chính và 7,4 triệu tự mô tả mình là cán bộ đảng. 22,3 triệu phụ nữ là đảng viên ĐCSTQ. ĐCSTQ hiện có 90,59 triệu thành viên, trở thành đảng chính trị lớn thứ hai trên thế giới sau Đảng Bharatiya Janata của Ấn Độ.

### Đoàn thanh niên cộng sản
Đoàn Thanh niên Cộng sản (CYL) là vây cánh thanh niên của ĐCSTQ và là tổ chức quần chúng lớn nhất dành cho thanh niên ở Trung Quốc. Theo điều lệ của ĐCSTQ, CYL là một "tổ chức quần chúng của những thanh niên tiên tiến dưới sự lãnh đạo của Đảng Cộng sản Trung Quốc; tổ chức này có chức năng như một trường đảng, nơi một số lượng lớn thanh niên học về chủ nghĩa xã hội đặc sắc Trung Quốc và về chủ nghĩa cộng sản thông qua thực tiễn; nó là lực lượng dự bị và phụ tá của Đảng. "  Để tham gia, người đăng ký phải trong độ tuổi từ 14 đến 28. Nó kiểm soát và giám sát Đội Thiếu niên Tiền phong, một tổ chức thanh niên dành cho trẻ em dưới 14 tuổi. Cơ cấu tổ chức của CYL là một bản sao chính xác của ĐCSTQ; cơ quan cao nhất là Đại hội đại biểu toàn quốc, tiếp theo là Ủy ban Trung ương Đoàn Thanh niên Cộng sản Trung Quốc, Bộ Chính trị và Thường vụ Bộ Chính trị. Tuy nhiên, Ủy ban Trung ương (và tất cả các cơ quan trung ương) của CYL làm việc dưới sự hướng dẫn của lãnh đạo trung ương ĐCSTQ. Do đó, trong một tình huống đặc biệt, các cơ quan CYL đều chịu trách nhiệm trước các cơ quan cấp cao hơn trong CYL và ĐCSTQ, một tổ chức riêng biệt. Tính đến Đại hội đại biểu toàn quốc lần thứ 17 (tổ chức năm 2013), CYL đã có 89 triệu thành viên.

## Biểu tượng

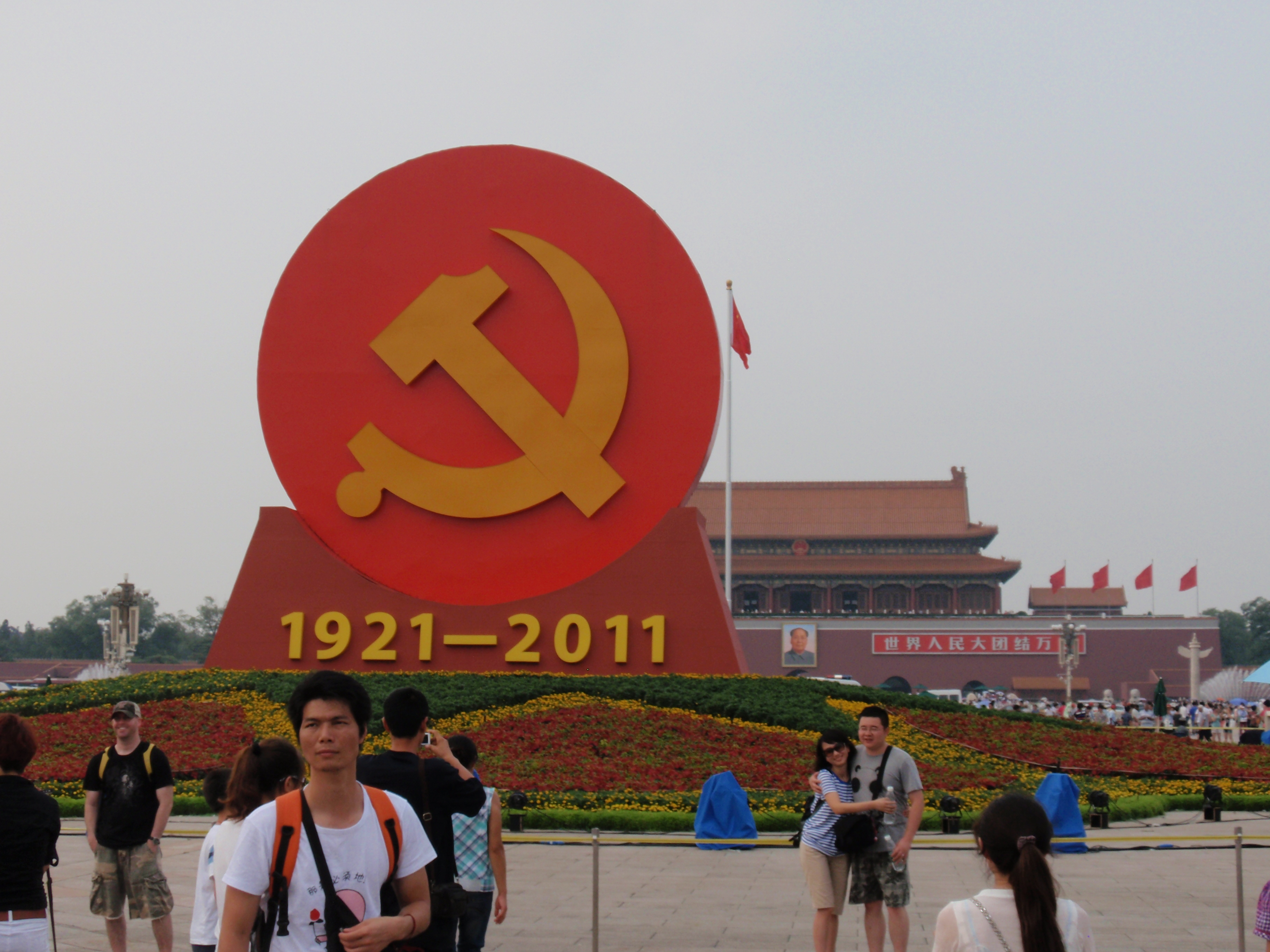
Một tượng đài tạm thời ở Quảng trường Thiên An Môn đánh dấu kỷ niệm 90 năm Đảng Cộng sản Trung Quốc vào năm 2011

Theo Điều 53 của điều lệ ĐCSTQ, "biểu tượng và cờ của Đảng là biểu tượng và dấu hiệu của Đảng Cộng sản Trung Quốc."  Vào thời kỳ đầu của lịch sử, ĐCSTQ không có một tiêu chuẩn chính thức nào cho lá cờ, mà thay vào đó, cho phép các đảng bộ cá nhân sao chép lá cờ của Đảng Cộng sản Liên Xô. Ngày 28 tháng 4 năm 1942, Bộ Chính trị Trung ương ra quyết định thành lập một lá cờ chính thức duy nhất. "Quốc kỳ của ĐCSTQ có tỷ lệ chiều dài và chiều rộng là 3: 2 với hình búa liềm ở góc trên bên trái và không có ngôi sao năm cánh. Bộ Chính trị ủy quyền cho Văn phòng Tổng cục tùy chỉnh một số cờ tiêu chuẩn và phân phối chúng cho tất cả các cơ quan chính ". Theo Nhân dân nhật báo, "Cờ tiêu chuẩn của đảng là 120   chiều dài cm (cm) và 80   chiều rộng cm. Ở giữa góc trên bên trái (một phần tư chiều dài và chiều rộng tính đến đường viền) là hình búa liềm màu vàng 30   đường kính cm. Tay áo cờ (viền cực) có màu trắng và 6,5   chiều rộng cm. Kích thước của viền cực không được bao gồm trong số đo của lá cờ. Màu đỏ tượng trưng cho cuộc cách mạng; búa liềm là công cụ của công nhân và nông dân, nghĩa là Đảng Cộng sản Trung Quốc đại diện cho lợi ích của quần chúng, nhân dân; màu vàng biểu thị sự sáng chói. "  Tổng cộng lá cờ có năm kích thước, kích thước là "No. 1: 388cm x 192cm; No. 2: 240cm x 160cm; No. 3: 192cm x 128cm; No. 4: 144cm x 96cm; No. 5: 96cm x 64cm. "  Vào ngày 21 tháng 9 năm 1966, Tổng Văn phòng ĐCSTQ đã ban hành "Quy định về việc sản xuất và sử dụng cờ và biểu tượng của ĐCSTQ", trong đó nói rằng quốc huy và cờ hiệu là biểu tượng và dấu hiệu chính thức của đảng.

## Quan hệ với các đảng khác

### Đảng cộng sản
ĐCSTQ tiếp tục quan hệ với các đảng cộng sản và công nhân không cầm quyền và tham dự các hội nghị cộng sản quốc tế, nổi bật nhất là Hội nghị quốc tế của các đảng cộng sản và công nhân. Đại biểu của các đảng cộng sản nước ngoài vẫn thăm Trung Quốc; vào năm 2013, chẳng hạn, Tổng Bí thư Đảng Cộng sản Bồ Đào Nha (PCP), Jeronimo de Sousa, đã gặp riêng Liu Qibao, một thành viên của Bộ Chính trị Trung ương. Trong một trường hợp khác, Pierre Laurent, Bí thư Quốc gia Đảng Cộng sản Pháp (PCF), đã gặp Lưu Vân Sơn, một ủy viên Thường vụ Bộ Chính trị. Năm 2014, Tập Cận Bình, tổng bí thư ĐCSTQ, đã đích thân gặp Gennady Zyuganov, Bí thư thứ nhất Đảng Cộng sản Liên bang Nga (CPRF), để thảo luận về mối quan hệ giữa các bên. Trong khi ĐCSTQ vẫn giữ liên lạc với các đảng lớn như PCP, PCF, CPRF, Đảng Cộng sản Bohemia và Moravia, Đảng Cộng sản Brazil, Đảng Cộng sản Nepal  và Đảng Cộng sản Tây Ban Nha, đảng này vẫn giữ quan hệ với các đảng cộng sản và công nhân nhỏ, chẳng hạn như Đảng Cộng sản Úc, Đảng Công nhân Bangladesh, Đảng Cộng sản Ví dụ như ở Bangladesh (theo chủ nghĩa Mác-Lê Nin) (Barua), Đảng Cộng sản Sri Lanka, Đảng Công nhân Bỉ, Đảng Công nhân Hungary, Đảng Công nhân Dominica và Đảng Chuyển đổi Honduras. Trong những năm gần đây, khi ghi nhận sự tự cải cách của phong trào dân chủ xã hội châu Âu trong những năm 1980 và 1990, ĐCSTQ "đã ghi nhận sự gia tăng của các đảng cộng sản Tây Âu." 

#### Các đảng cầm quyền của các quốc gia xã hội chủ nghĩa
ĐCSTQ vẫn giữ mối quan hệ chặt chẽ với các quốc gia xã hội chủ nghĩa còn lại mà vẫn tán thành chủ nghĩa cộng sản: Cuba, Lào và Việt Nam và các đảng cầm quyền tương ứng của họ cũng như Triều Tiên và đảng cầm quyền của nó, đã chính thức từ bỏ chủ nghĩa cộng sản vào năm 2009. dành thời gian phân tích tình hình ở các quốc gia xã hội chủ nghĩa còn lại, cố gắng đưa ra kết luận tại sao các quốc gia này tồn tại được trong khi rất nhiều quốc gia không tồn tại, sau sự sụp đổ của các quốc gia xã hội chủ nghĩa Đông Âu năm 1989 và sự tan rã của Liên bang Xô viết năm 1991. Nhìn chung, các phân tích về các quốc gia xã hội chủ nghĩa còn lại và cơ hội sống sót của họ là tích cực, và ĐCSTQ tin rằng phong trào xã hội chủ nghĩa sẽ được hồi sinh vào một lúc nào đó trong tương lai.
Đảng cầm quyền mà ĐCSTQ quan tâm nhất là Đảng Cộng sản Việt Nam (ĐCSVN). Nhìn chung, ĐCSVN được coi là một điển hình của sự phát triển xã hội chủ nghĩa trong thời kỳ hậu Xô Viết. Các nhà phân tích Trung Quốc về Việt Nam tin rằng việc đưa ra chính sách Đổi mới tại Đại hội đại biểu toàn quốc lần thứ VI của ĐCSVN là lý do then chốt cho thành công hiện nay của Việt Nam.
Mặc dù ĐCSTQ có lẽ là tổ chức có nhiều quyền tiếp cận với Triều Tiên nhất, nhưng việc viết về Triều Tiên bị giới hạn chặt chẽ. Một số ít báo cáo mà công chúng có thể tiếp cận được là những báo cáo về cải cách kinh tế của Bắc Triều Tiên. Trong khi các nhà phân tích Trung Quốc về Triều Tiên có xu hướng nói tích cực về Triều Tiên trước công chúng, trong các cuộc thảo luận chính thức vào khoảng năm 2008, họ tỏ ra coi thường hệ thống kinh tế của Triều Tiên, sự sùng bái cá tính lan tràn trong xã hội, gia đình Kim, ý tưởng cha truyền con nối. sự kế thừa trong một nhà nước xã hội chủ nghĩa, tình trạng an ninh, việc sử dụng các nguồn lực khan hiếm đối với Quân đội Nhân dân Triều Tiên và tình trạng bần cùng hóa chung của người dân Triều Tiên. Khoảng năm 2008, có những nhà phân tích so sánh tình hình hiện tại của Triều Tiên với tình hình của Trung Quốc trong Cách mạng Văn hóa. Trong nhiều năm, ĐCSTQ đã cố gắng thuyết phục Đảng Lao động Triều Tiên (hay WPK, đảng cầm quyền của Triều Tiên) đưa ra các cải cách kinh tế bằng cách cho họ thấy cơ sở hạ tầng kinh tế quan trọng ở Trung Quốc. Ví dụ, vào năm 2006, ĐCSTQ đã mời tổng bí thư WPK Kim Jong-il đến tỉnh Quảng Đông để giới thiệu những thành công mà cải cách kinh tế đã mang lại cho Trung Quốc. Nói chung, ĐCSTQ coi WPK và Triều Tiên là những ví dụ tiêu cực về một đảng cầm quyền cộng sản và nhà nước xã hội chủ nghĩa.
Có một mức độ quan tâm đáng kể đến Cuba trong nội bộ ĐCSTQ. Fidel Castro, cựu Bí thư thứ nhất của Đảng Cộng sản Cuba (PCC), được rất nhiều người ngưỡng mộ, và những cuốn sách đã được viết tập trung vào những thành công của Cách mạng Cuba. Liên lạc giữa ĐCSTQ và PCC đã tăng lên đáng kể kể từ những năm 1990, hầu như không tháng nào trôi qua mà không có trao đổi ngoại giao. Tại Phiên họp toàn thể lần thứ tư của Ban Chấp hành Trung ương khóa 16, thảo luận về khả năng ĐCSTQ học hỏi từ các đảng cầm quyền khác, PCC đã có rất nhiều lời khen ngợi. Khi Wu Guanzheng, một Ủy viên Bộ Chính trị Trung ương, gặp Fidel Castro vào năm 2007, ông đã đưa cho ông ấy một bức thư cá nhân do Hồ Cẩm Đào viết: "Sự thật cho thấy rằng Trung Quốc và Cuba là những người bạn tốt đáng tin cậy, những người đồng chí tốt và những người anh em tốt. đối xử chân thành với nhau. Tình hữu nghị hai nước đã chịu đựng được thử thách của tình hình quốc tế luôn thay đổi, tình hữu nghị ngày càng được củng cố và tăng cường. " 

### Các đảng không cộng sản
Kể từ khi chủ nghĩa cộng sản ở Đông Âu suy tàn và sụp đổ, ĐCSTQ đã bắt đầu thiết lập quan hệ đảng phái với các đảng phái không cộng sản. Những mối quan hệ này được tìm kiếm để ĐCSTQ có thể học hỏi từ chúng. Ví dụ, ĐCSTQ rất muốn hiểu cách Đảng Hành động Nhân dân Singapore (PAP) duy trì sự thống trị hoàn toàn của mình đối với nền chính trị Singapore thông qua "sự hiện diện ít quan trọng nhưng toàn quyền kiểm soát."  Theo phân tích riêng của ĐCSTQ về Singapore, sự thống trị của PAP có thể được giải thích bởi "mạng xã hội phát triển tốt, kiểm soát các khu vực bầu cử một cách hiệu quả bằng cách mở rộng các xúc tiến của nó sâu rộng vào xã hội thông qua các nhánh của chính phủ và các nhóm do đảng kiểm soát."  Trong khi ĐCSTQ chấp nhận rằng Singapore là một nền dân chủ tự do, họ xem đây là một nền dân chủ có định hướng do PAP lãnh đạo. khác biệt khác, theo ĐCSTQ, là "nó không phải là một chính đảng dựa trên giai cấp công nhân - thay vào đó nó là một chính đảng của giới tinh hoa. [...] Nó cũng là một chính đảng của nghị viện. hệ thống, không phải là một đảng cách mạng. "  Các đảng khác mà ĐCSTQ nghiên cứu và duy trì mối quan hệ bền vững giữa các đảng với nhau là Tổ chức Quốc gia Mã Lai Thống nhất, tổ chức đã cai trị Malaysia (1957–2018) và Đảng Dân chủ Tự do ở Nhật Bản, đã thống trị chính trị Nhật Bản từ năm 1955.
Kể từ thời của Giang Trạch Dân, ĐCSTQ đã có những hành động thân thiện với kẻ thù đầu tiên của nó, Quốc dân đảng. ĐCSTQ nhấn mạnh mối quan hệ đảng - đảng bền chặt với Quốc Dân Đảng để tăng cường xác suất thống nhất Đài Loan với Trung Quốc đại lục. Tuy nhiên, một số nghiên cứu đã được viết về việc Quốc Dân Đảng mất quyền lực vào năm 2000 sau khi cai trị Đài Loan từ năm 1949 (Quốc Dân Đảng chính thức cai trị Trung Quốc đại lục từ năm 1928 đến năm 1949). Nhìn chung, các quốc gia độc đảng hoặc các quốc gia có đảng thống trị được đảng quan tâm đặc biệt và các mối quan hệ giữa các bên được hình thành để ĐCSTQ có thể nghiên cứu chúng. Sự trường tồn của Chi bộ Khu vực Syria của Đảng Ba'ath Xã hội Chủ nghĩa Ả Rập được cho là nhờ sự cá nhân hóa quyền lực trong gia đình al-Assad, hệ thống tổng thống mạnh mẽ, sự kế thừa quyền lực, được truyền từ Hafez al-Assad sang con trai ông Bashar al-Assad, và vai trò được trao cho quân đội Syria trong chính trị.

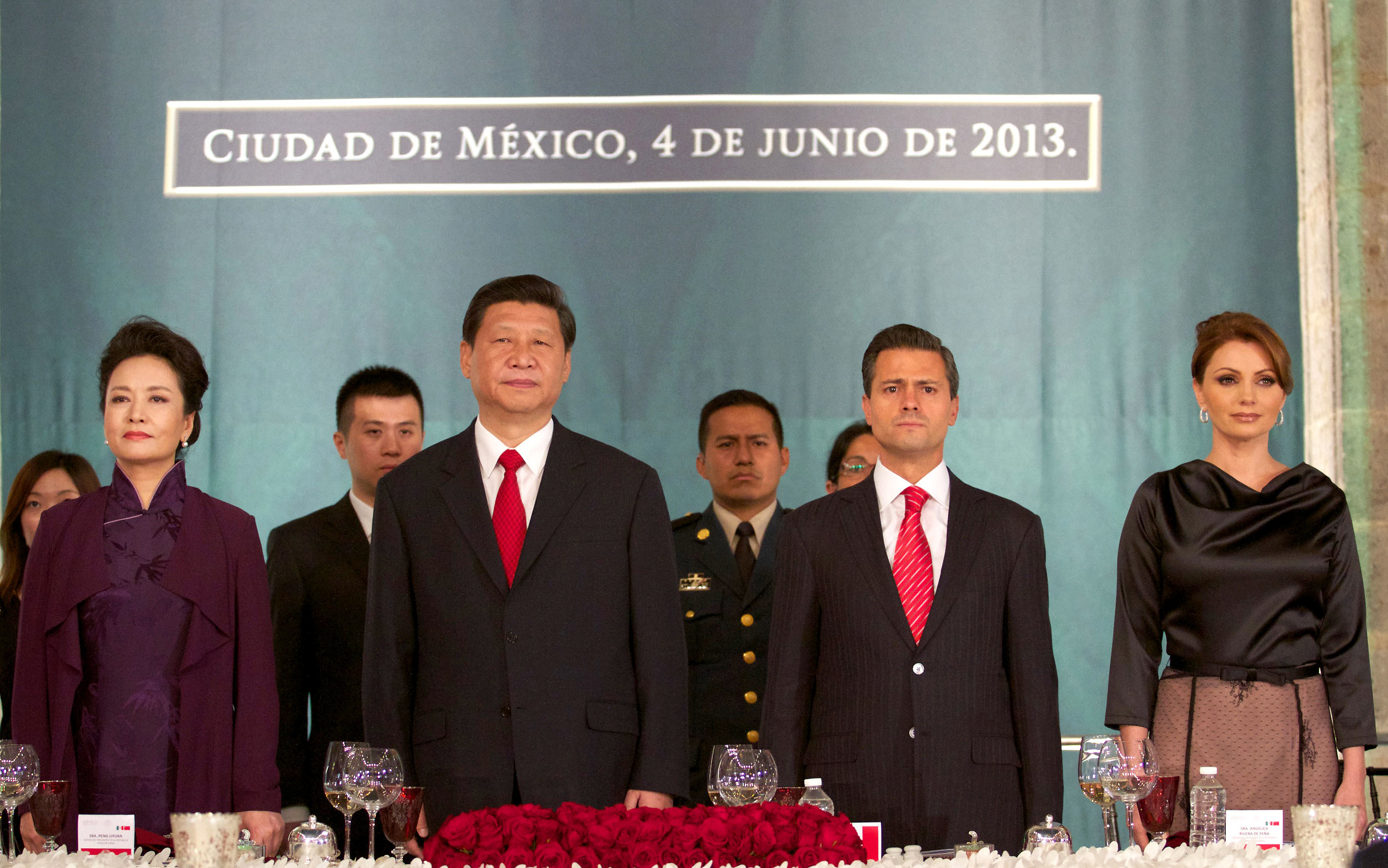
Tập Cận Bình (thứ hai từ trái sang) cùng Enrique Peña Nieto (thứ hai từ phải sang), cựu Tổng thống Mexico và là thành viên hàng đầu của Đảng Cách mạng thể chế dân chủ xã hội

Vào khoảng năm 2008, ĐCSTQ đã đặc biệt quan tâm đến Châu Mỹ Latinh,  thể hiện qua việc ngày càng có nhiều đại biểu được cử đến và tiếp nhận từ các nước này. Điều đặc biệt thu hút đối với ĐCSTQ là sự cầm quyền kéo dài 71 năm của Đảng Cách mạng Thể chế (PRI) ở México. Trong khi ĐCSTQ cho rằng thời gian cầm quyền lâu dài của PRI là do hệ thống tổng thống mạnh mẽ, khai thác vào nền văn hóa machismo của đất nước, tư thế dân tộc chủ nghĩa, sự đồng nhất chặt chẽ với người dân nông thôn và thực hiện quốc hữu hóa cùng với thị trường hóa nền kinh tế,  ĐCSTQ kết luận rằng PRI đã thất bại vì thiếu nền dân chủ nội đảng, theo đuổi nền dân chủ xã hội, cấu trúc đảng cứng nhắc không thể cải cách, tham nhũng chính trị, áp lực toàn cầu hóa và sự can thiệp của Mỹ vào Chính trị Mexico. Trong khi ĐCSTQ chậm nhận ra làn sóng hồng ở Mỹ Latinh, nhưng trong những năm qua, ĐCSTQ đã tăng cường quan hệ giữa các đảng phái với một số đảng xã hội chủ nghĩa và chống Mỹ. ĐCSTQ đôi khi bày tỏ một số khó chịu trước luận điệu chống tư bản và chống Mỹ của Hugo Chávez. Mặc dù vậy, ĐCSTQ đã đạt được thỏa thuận vào năm 2013 với Đảng Xã hội thống nhất của Venezuela (PSUV), được thành lập bởi Chávez, để ĐCSTQ đào tạo cán bộ của PSUV trong các lĩnh vực chính trị và xã hội. Đến năm 2008, ĐCSTQ tuyên bố đã thiết lập quan hệ với 99 chính đảng ở 29 quốc gia Mỹ Latinh.
Các phong trào dân chủ xã hội ở châu Âu đã được ĐCSTQ hết sức quan tâm kể từ đầu những năm 1980. Ngoại trừ một thời gian ngắn, trong đó ĐCSTQ giả mạo quan hệ bên-to-bữa tiệc với xa bên phải bên trong những năm 1970 trong một nỗ lực để ngăn chặn " chủ nghĩa bành trướng của Liên Xô ", quan hệ của ĐCSTQ với các đảng dân chủ xã hội châu Âu đã lần đầu tiên nỗ lực nghiêm túc để thiết lập quan hệ thân ái giữa các đảng với các đảng không cộng sản. ĐCSTQ ghi công các nhà dân chủ xã hội châu Âu đã tạo ra một "chủ nghĩa tư bản có khuôn mặt con người". Trước những năm 1980, ĐCSTQ có quan điểm tiêu cực và bác bỏ về dân chủ xã hội, quan điểm có từ thời Quốc tế thứ hai và quan điểm của chủ nghĩa Mác-Lênin về phong trào dân chủ xã hội. Đến những năm 1980, quan điểm đó đã thay đổi và ĐCSTQ kết luận rằng họ thực sự có thể học được điều gì đó từ phong trào dân chủ xã hội. đại biểu của ĐCSTQ đã được cử đi khắp châu Âu để quan sát. Đến những năm 1980, hầu hết các đảng dân chủ xã hội châu Âu đang đối mặt với sự suy giảm bầu cử và trong thời kỳ tự cải cách. ĐCSTQ đã theo dõi điều này với sự quan tâm lớn, đặt nặng nề nhất vào các nỗ lực cải cách trong Đảng Lao động Anh và Đảng Dân chủ Xã hội của Đức. ĐCSTQ kết luận rằng cả hai đảng đều được bầu lại vì họ đã hiện đại hóa, thay thế các nguyên lý xã hội chủ nghĩa truyền thống của nhà nước bằng các nguyên lý mới ủng hộ tư nhân hóa, làm giảm niềm tin vào chính phủ lớn, quan niệm mới về nhà nước phúc lợi, thay đổi quan điểm tiêu cực của họ về tiếp thị và chuyển từ cơ sở hỗ trợ truyền thống của tổ chức công đoàn sang doanh nhân, thanh niên và sinh viên.

## Các Đại hội Đảng
Ngày 1 tháng 7 năm 1921 được lấy làm ngày thành lập Đảng Cộng sản Trung Quốc vì trước đây cho rằng Đại hội lần thứ nhất thành lập Đảng Cộng sản Trung Quốc họp từ ngày 1 đến ngày 5 tháng 7 năm 1921. Tuy nhiên Đại hội lần thứ nhất sau này được xác minh là diễn ra từ ngày 23 đến 31 tháng 7 năm 1921, nhưng ngày kỉ niệm thành lập Đảng Cộng sản Trung Quốc vẫn giữ nguyên.
Trong tình hình bình thường, các Đại hội được tổ chức cách nhau 5 năm. Hai Đại hội cách nhau lâu nhất là Đại hội VI (1928) và Đại hội VII (1945) khi có nội chiến ác liệt và Vạn lý Trường chinh. Thời gian từ Đại hội VIII (1956) đến Đại hội IX (1969) cũng khá lâu khi đấu tranh nội bộ trong Đảng gay gắt, đi kèm cuộc Cách mạng Văn hóa do Mao Trạch Đông phát động làm hỗn loạn xã hội, tê liệt các cơ quan Đảng và chính quyền.

### Đại hội I (1921)

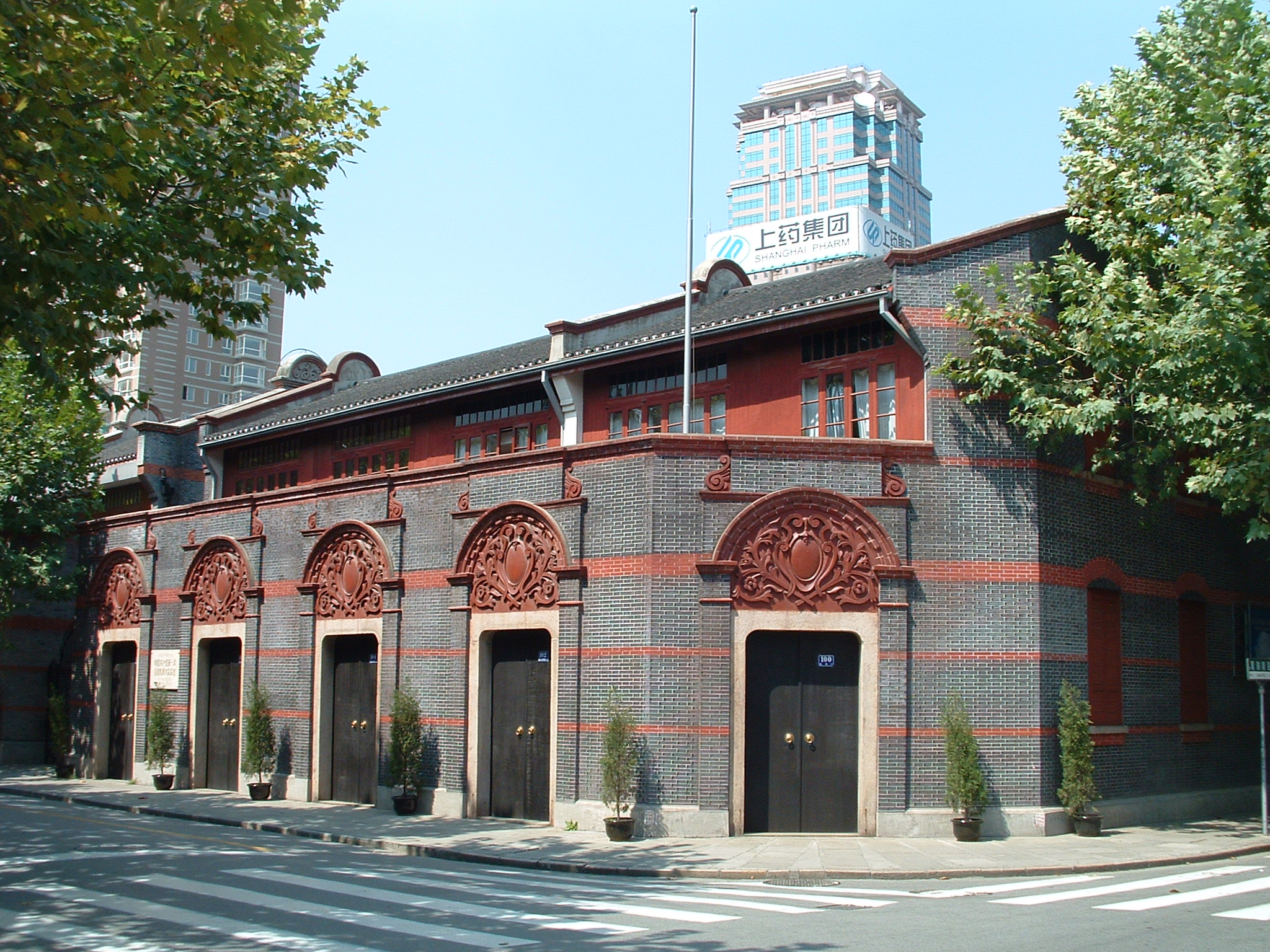
Tòa nhà số 76, đường Hưng Nghiệp, Thượng Hải, nơi diễn ra Đại hội I thành lập Đảng Cộng sản Trung Quốc

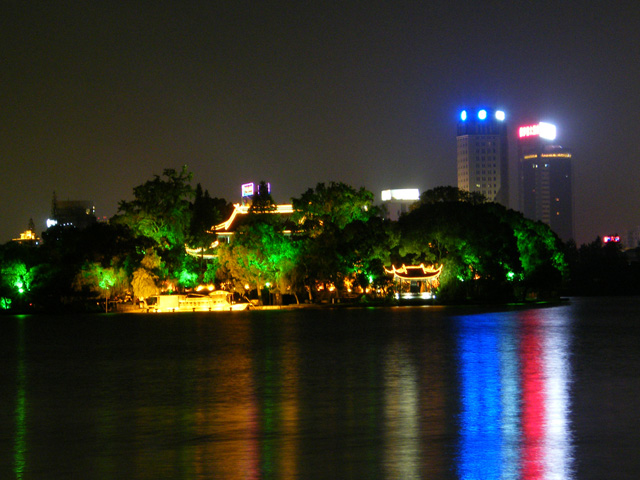
Nam Hồ, Gia Hưng

Đại hội lần thứ nhất họp từ ngày 23 đến 31 tháng 7 năm 1921, ban đầu tại nhà 106 đường Vọng Chí thuộc tô giới của Pháp (ngày nay là số nhà 76, đường Hưng Nghiệp, Hoàng Phố, Thượng Hải), sau chuyển đến một chiếc thuyền trên hồ Nam Hồ, huyện Gia Hưng, tỉnh Chiết Giang.
Tham dự Đại hội có 12 đại biểu, thay mặt cho khoảng 57 đảng viên Đảng Cộng sản Trung Quốc: Lý Đạt, Lý Hán Tuấn (đại biểu Thượng Hải); Trương Quốc Đào, Lưu Nhân Tĩnh (đại biểu Bắc Kinh); Mao Trạch Đông, Hà Thúc Hành/Hoành (đại biểu Hồ Nam); Đổng Tất Vũ, Trần Đàm Thu (đại biểu Hồ Bắc); Vương Tận Mĩ, Đặng Ân Minh (đại biểu Sơn Đông); Trần Công Bác (đại biểu Quảng Đông, đến dự tại hồ Nam Hồ); Chu Phật Hải (đại biểu từ Nhật về). Ngoài ra còn có Bao Huệ Tăng, được Trần Độc Tú (đang trốn tránh phái hữu ở Quảng Châu) cử làm đại diện cho mình và 2 đại diện của Quốc tế Cộng sản là Maring (tức Henk Sneevliet, người Hà Lan) và Nikolsky (người Nga).
Đại hội đã cử ra Trung ương Cục (中央局) gồm 3 người: Trần Độc Tú, Trương Quốc Đào và Lý Đạt, cử Trần Độc Tú làm Bí thư Trung ương (中央书记, Trung ương thư ký). Trương Quốc Đào phụ trách tổ chức, Lý Đạt phụ trách tuyên truyền.

### Đại hội II (1922)
Đại hội lần thứ hai họp từ ngày 16 đến 23 tháng 7 năm 1922, tại Thượng Hải.
Tham dự Đại hội có 12 đại biểu, thay mặt cho 195 đảng viên. Đại hội bầu ra Ban Chấp hành Trung ương (中央执行委员会, Trung ương Chấp hành Ủy viên Hội) gồm 5 người: Trần Độc Tú, Trương Quốc Đào, Lý Đại Chiêu, Thái Hoà Sâm, Cao Quân Vũ, (sau này bổ sung thêm Đặng Trung Hạ và Hướng Cảnh Dư). Trần Độc Tú làm Ủy viên trưởng Ban Chấp hành Trung ương (tương đương Tổng Bí thư).

### Đại hội III (1923)
Đại hội lần thứ ba họp từ ngày 12 đến 20 tháng 6 năm 1923, tại Quảng Châu.
Tham dự Đại hội có hơn 30 đại biểu, thay mặt cho 432 đảng viên. Đại hội bầu ra Ban Chấp hành Trung ương gồm 9 người, hạt nhân của Ban Chấp hành Trung ương là Trung ương Cục gồm 5 người: Trần Độc Tú, Mao Trạch Đông, La Chương Long, Sái Hoà Sâm, Đàm Bình Sơn. Đến tháng 9 cùng năm, khi Đàm Bình Sơn được cử làm đại diện ở Quảng Đông, thì bổ nhiệm Vương Hà Ba thay thế. Trần Độc Tú làm Ủy viên trưởng Ban Chấp hành Trung ương.

### Đại hội IV (1925)
Đại hội lần thứ tư họp từ ngày 11 đến 22 tháng 1 năm 1925, tại Thượng Hải.
Tham dự Đại hội có 20 đại biểu, thay mặt cho 994 đảng viên. Đại hội bầu ra Trung ương Cục, hạt nhân của Ban Chấp hành Trung ương gồm 5 người: Trần Độc Tú, Bành Thuật Chi, Trương Quốc Đào, Sái Hoà Sâm, Cù Thu Bạch. Trần Độc Tú được bầu làm Tổng Bí thư (总书记).

### Đại hội V (1927)
Đại hội lần thứ năm họp từ ngày 27 tháng 4 đến ngày 9 tháng 5 năm 1927, tại Hán Khẩu (nay là Vũ Hán).
Tham dự Đại hội có 80 đại biểu, thay mặt cho 57.967 đảng viên. Đại hội bầu ra Ủy ban Trung ương (中央委员会, Trung ương Ủy viên Hội) gồm 29 người. Bộ Chính trị (政治局, Chính trị Cục) gồm 7 người: Trần Độc Tú, Sái Hoà Sâm, Lý Lập Tam, Lý Duy Hán, Cù Thu Bạch, Đàm Bình Sơn, Trương Quốc Đào. Trần Độc Tú được bầu làm Tổng Bí thư. Chu Ân Lai làm Bí thư trưởng.
Do đường lối hữu khuynh, Trần Độc Tú bị cách chức Tổng Bí thư vào tháng 7 năm 1927. Từ tháng 8 năm 1927 đến tháng 7 năm 1928, Cù Thu Bạch phụ trách Trung ương lâm thời.

### Đại hội VI (1928)
Đại hội lần thứ sáu họp từ ngày 18 tháng 6 đến ngày 11 tháng 7 năm 1928, tại Moskva, Liên Xô.
Tham dự Đại hội có 84 đại biểu chính thức, 34 đại biểu dự thính, đại diện cho hơn 40.000 đảng viên. Đại hội bầu ra Ủy ban Trung ương gồm 23 ủy viên chính thức, 13 ủy viên dự khuyết. Bộ Chính trị gồm 7 ủy viên: Hướng Trung Phát, Chu Ân Lai, Tô Triệu Chinh (mất vì bệnh tật năm 1929), Hạng Anh, Sái Hoà Sâm, Cù Thu Bạch và Trương Quốc Đào. Hướng Trung Phát được bầu làm Tổng Bí thư.
Sau một thời gian, bổ sung vào Bộ Chính trị Lý Lập Tam, Từ Tích Căn, Cố Thuận Chương, Viên Bỉnh Huy. Lý Lập Tam giữ chức Trưởng ban Tuyên truyền, ủy viên Thường vụ Bộ Chính trị nắm thực quyền lãnh đạo Đảng cho đến tháng 9 năm 1930.
Tháng 9 năm 1930, Hội nghị toàn thể Ủy ban Trung ương Đảng họp, phê phán đường lối tả khuynh của Lý Lập Tam. Bộ Chính trị gồm: Hướng Trung Phát, Chu Ân Lai, Cù Thu Bạch, Hạng Anh, Trương Quốc Đào, Quan Hướng Ứng, Lý Lập Tam. Từ tháng 9 năm 1930 đến tháng 1 năm 1931, Cù Thu Bạch, ủy viên Thường vụ Bộ Chính trị chủ trì công tác.
Từ tháng 1 năm 1931, Vương Minh (tức Trần Thiệu Vũ) được Quốc tế Cộng sản phái về, vào Bộ Chính trị và nắm quyền lãnh đạo từ tháng 6 đến 18 tháng 10 năm 1931 thì lại đi Liên Xô. Bác Cổ (tức Tần Bang Hiến) thay thế Vương Minh làm Tổng Bí thư.
Tháng 1 năm 1935 tại Hội nghị Tuân Nghĩa, Trương Văn Thiên (tức Lạc Phủ) lên làm Tổng Bí thư. Bộ Chính trị gồm: Trương Văn Thiên, Mao Trạch Đông, Chu Ân Lai, Bác Cổ, Hạng Anh. Trên thực tế Mao Trạch Đông là người nắm vai trò quyết định.
Tại Hội nghị Bộ Chính trị ngày 20 tháng 3 năm 1943 tại Diên An, Mao Trạch Đông giữ chức Chủ tịch Ủy ban Trung ương Đảng, Chủ tịch Bộ Chính trị, Chủ tịch Ban Bí thư. Trương Văn Thiên vẫn là Tổng Bí thư nhưng chỉ bó hẹp trong lĩnh vực nghiên cứu lý luận, không có thực quyền.

### Đại hội VII (1945)
Đại hội lần thứ bảy họp từ ngày 23 tháng 4 đến ngày 11 tháng 6 năm 1945, tại Diên An.
Tham dự Đại hội có 544 đại biểu chính thức, 208 đại biểu dự thính, đại diện cho 1.210.000 đảng viên. Đại hội bầu ra Ủy ban Trung ương gồm 44 ủy viên chính thức, 33 ủy viên dự khuyết.
Bộ Chính trị gồm 13 ủy viên: Mao Trạch Đông, Chu Đức, Lưu Thiếu Kỳ, Nhậm Bật Thời (mất tháng 10 năm 1950), Chu Ân Lai, Trần Vân, Khang Sinh, Cao Cương (năm 1955 mất chức và được công bố là tự sát trong tù), Bành Chân, Đổng Tất Vũ, Lâm Bá Cừ, Trương Văn Thiên, Bành Đức Hoài. Từ năm 1955 bổ sung Lâm Bưu và Đặng Tiểu Bình vào Bộ Chính trị.
- Ban Bí thư gồm 5 ủy viên: Mao Trạch Đông, Chu Đức, Lưu Thiếu Kỳ, Nhậm Bật Thời (mất tháng 10 năm 1950), Chu Ân Lai. Từ tháng 6 năm 1950 bổ sung Trần Vân vào Ban Bí thư thay thế Nhậm Bật Thời. Ban Bí thư, được gọi không chính thức là "bộ ngũ", đóng vai trò quan trọng như Thường vụ Bộ Chính trị sau này.
- Chủ tịch Ủy ban Trung ương Đảng: Mao Trạch Đông.

### Đại hội VIII (1956)
Đại hội lần thứ tám họp từ ngày 15 đến ngày 27 tháng 9 năm 1956, tại Bắc Kinh.
Tham dự Đại hội có 1026 đại biểu chính thức, 107 đại biểu dự thính, đại diện cho 10.734.384 đảng viên. Đại hội bầu ra Ủy ban Trung ương gồm 97 ủy viên chính thức, 73 ủy viên dự khuyết.
Bộ Chính trị gồm 17 ủy viên chính thức: Mao Trạch Đông, Lưu Thiếu Kỳ, Chu Ân Lai, Chu Đức, Trần Vân, Đặng Tiểu Bình, Lâm Bưu, Lâm Bá Cừ, Đổng Tất Vũ, Bành Chân, La Vinh Hoàn, Trần Nghị, Lý Phú Xuân, Bành Đức Hoài, Lưu Bá Thừa, Hạ Long, Lý Tiên Niệm; và 6 ủy viên dự khuyết: Ô Lan Phu, Trương Văn Thiên, Lục Định Nhất, Trần Bá Đạt, Khang Sinh, Bạc Nhất Ba.
- Thường vụ Bộ Chính trị gồm 6 người: Mao Trạch Đông, Lưu Thiếu Kỳ, Chu Ân Lai, Chu Đức, Trần Vân, Đặng Tiểu Bình.
- Chủ tịch Ủy ban Trung ương Đảng: Mao Trạch Đông.
- Phó Chủ tịch Ủy ban Trung ương Đảng: Lưu Thiếu Kỳ (đến năm 1966), Chu Ân Lai (đến năm 1966), Chu Đức (đến năm 1966), Trần Vân (đến năm 1966).
- Tổng Bí thư: Đặng Tiểu Bình (đến năm 1966)

Tại Hội nghị toàn thể Trung ương Đảng lần thứ 5 khóa 8 (từ ngày 5 đến ngày 23 tháng 5 năm 1958), bổ sung 3 ủy viên chính thức Bộ Chính trị: Kha Khánh Thi (mất năm 1965), Lý Tỉnh Tuyền và Đàm Chấn Lâm, nâng tổng số ủy viên Bộ Chính trị lên 20 người. Lâm Bưu giữ chức Phó Chủ tịch Đảng và trong Thường vụ Bộ Chính trị, xếp trên Đặng Tiểu Bình.
Tại Hội nghị toàn thể Trung ương Đảng lần thứ 11 khóa 8 (tháng 8 năm 1966), Bộ Chính trị được mở rộng, gồm 25 ủy viên chính thức và 7 ủy viên dự khuyết. Ban Thường vụ Bộ Chính trị mới gồm 11 người, xếp theo thứ tự như sau: Mao Trạch Đông, Lâm Bưu, Chu Ân Lai, Đào Chú (đến năm 1967, mất năm 1969), Trần Bá Đạt, Đặng Tiểu Bình (đến năm 1967), Khang Sinh, Lưu Thiếu Kỳ (đến năm 1968, mất trong tù năm 1969), Chu Đức, Lý Phú Xuân, Trần Vân. Nhưng chỉ một hai năm sau, nhiều ủy viên Bộ Chính trị, thậm chí ủy viên Thường vụ Bộ Chính trị bị vô hiệu hóa, thậm chí bị giam cầm, bức hại.

### Đại hội IX (1969)
Đại hội lần thứ chín họp từ ngày 1 đến ngày 24 tháng 4 năm 1969, tại Bắc Kinh.
Tham dự Đại hội có 1512 đại biểu, đại diện cho 22 triệu đảng viên. Đại hội thông qua điều lệ mới, bầu Ủy ban Trung ương gồm 170 ủy viên chính thức, 109 ủy viên dự khuyết.
Bộ Chính trị gồm 21 ủy viên chính thức: Mao Trạch Đông, Lâm Bưu (mất năm 1971), Chu Ân Lai, Trần Bá Đạt, Khang Sinh, Diệp Quần (mất năm 1971), Diệp Kiếm Anh, Lưu Bá Thừa, Hoàng Vĩnh Thắng, Giang Thanh, Chu Đức, Hứa Thế Hữu, Trần Tích Liên, Lý Tiên Niệm, Đổng Tất Vũ, Lý Tác Bằng, Ngô Pháp Hiến, Trương Xuân Kiều, Khâu Hội Tác, Diêu Văn nguyên, Tạ Phú Trị (mất năm 1972); và 4 ủy viên dự khuyết: Kỉ Đăng Khuê, Lý Tuyết Phong, Lý Đức Sinh, Uông Đông Hưng.
- Thường vụ Bộ Chính trị gồm 5 người: Mao Trạch Đông, Lâm Bưu, Chu Ân Lai, Trần Bá Đạt, Khang Sinh
- Chủ tịch Đảng: Mao Trạch Đông
- Phó Chủ tịch Đảng: Lâm Bưu (kế vị)

## Sự kiện liên quan
- Nội chiến Trung Quốc
- Chiến tranh Triều Tiên
- Cách mạng văn hóa, Đại nhảy vọt, cải cách ruộng đất.
- Sự kiện Thiên An Môn.
- Cải cách kinh tế Trung Quốc

## Thông tin thêm

### Đảng kỳ và Đảng huy
Khi Đảng Cộng sản Trung Quốc được thành lập tháng 7 năm 1921, bấy giờ chưa có quy định nào về Đảng kỳ. Các tổ chức Đảng tự chế ra hiệu kỳ Đảng mô phỏng theo mẫu gần giống Đảng kỳ của Đảng Cộng sản Nga, nhưng các thông số kỹ thuật không thống nhất. Mãi đến ngày 28 tháng 4 năm 1942, Trung ương Chính trị Cục mới ra quyết định thông qua thông số kĩ thuật của Đảng kỳ "Búa liềm ở vị trí góc trái chiếm 3/2 lá cờ, không có ngôi sao năm cánh" và giao cho Văn phòng Trung ương Đảng chế tạo sản xuất theo thông số cho tất cả các tổ chức của Đảng. Lá cờ sản xuất ở Diên An (Thiểm Tây) được xem là lá cờ tiêu chuẩn đầu tiên.
Sau khi chiến thắng Quốc Dân Đảng thống trị Trung Quốc đại lục vào năm 1949. Tổng cục Chính trị Quân Giải phóng Nhân dân Trung Quốc đã ra một quy định tạm thời về Đảng kỳ. Sau đó ngày 11 tháng 10 năm 1949, Ban Tuyên truyền Trung ương quyết định đồng ý với Tổng cục Chính trị về sự thống nhất quy định tạm thời Đảng kỳ và bắt đầu cho thử dùng.
Ngày 17 tháng 6 năm 1951, Văn phòng Trung ương Đảng đã phê duyệt "Trung ương Đảng chính thức quy định thống nhất hình dạng Đảng kỳ, để sử dụng kỷ niệm 30 năm thành lập Đảng. Đồng ý sử dụng Hồng kỳ với Búa liềm trên đầu lá cờ". Ban đầu, ý nghĩa của Đảng kỳ được giải thích là lá cờ đỏ thể hiện cho sự cách mạng, búa liềm màu vàng thể hiện cho ánh sáng và công cụ lao động của công nông.
Ngày 21 tháng 9 năm 1996, Trung ương Đảng đã chính thức thiết lập tiêu chuẩn cho Đảng kỳ. Cùng ngày, Văn phòng Trung ương Đảng đã ban hành "Quy định việc chế tác sử dụng Đảng kỳ Đảng huy Đảng Cộng sản Trung Quốc". Ý nghĩa của Đảng kỳ cũng được giải thích như sau: hồng kỳ tượng trưng cho cách mạng, búa liềm vàng đại diện cho người nông dân và công nhân, là đội tiền phong cho giai cấp công nhân lao động. Đảng huy biểu tượng cho sự đại diện quyền lợi nhân dân của Đảng Cộng sản Trung Quốc.
Ngày 14 tháng 11 năm 2002, Đại hội Đảng Cộng sản Trung Quốc lần thứ 16 đã thông qua nghị quyết "Điều lệ Đảng Cộng sản Trung Quốc" và có chương XI là chương viết riêng về Đảng kỳ Đảng huy, trong đó Điều 51 quy định Đảng kỳ Đảng Cộng sản Trung Quốc là cờ có biểu tượng búa liềm màu vàng trên nền cờ đỏ và Điều 52 quy định Đảng huy Đảng Cộng sản Trung Quốc quy định Đảng huy là hình búa liềm màu vàng. Điều 53 của Điều lệ Đảng quy định Đảng kỳ và Đảng huy Đảng Cộng sản Trung Quốc là biểu tượng tượng trưng cho quy phạm. Các tổ chức và mỗi cá nhân Đảng viên phải sử dụng Đảng kỳ Đảng huy một cách tôn nghiêm, phù hợp với việc sử dụng Đảng kỳ Đảng huy.

### Các lãnh đạo tối cao qua các thời kỳ
Từ 1921 đến 1943, chức danh Tổng bí thư là vị trí cao nhất của Đảng Cộng sản Trung Quốc:
- Trần Độc Tú năm 1921-1927 (Tại Đại hội I, năm 1921, Trần Độc Tú giữ chức Trung ương thư ký (中央书记); Đại hội II, năm 1922 và Đại hội III, năm 1923 Trần Độc Tú giữ chức Ủy viên trưởng Ban Chấp hành Trung ương. Các chức danh này tương đương với chức danh Tổng bí thư (总书记). Tại Đại hội IV, năm 1925, Trần Độc Tú giữ chức Tổng bí thư)
- Cù Thu Bạch từ 7/1927 đến 7/1928 và từ tháng 9/1930 đến 1/1931
- Hướng Trung Phát 1928-1930
- Lý Lập Tam năm 1929-1930 (Trong thời gian này mặc dù Hướng Trung Phát đang nắm chức vụ Tổng bí thư nhưng Lý Lập Tam giữ chức Ủy viên Thường vụ Bộ Chính trị là người nắm thực quyền lãnh đạo Đảng)
- Vương Minh (tên thật Trần Thiệu Vũ) năm 1931
- Bác Cổ (tên thật Tần Bang Hiến) năm 1931-1935
- Lạc Phủ (tên thật Trương Văn Thiên) năm 1935-1943

Năm 1943, chức danh Chủ tịch đảng được lập ra và là vị trí cao nhất của Đảng Cộng sản Trung Quốc:
- Mao Trạch Đông năm 1943-1976
- Hoa Quốc Phong năm 1976-1981
- Hồ Diệu Bang năm 1981-1982

Năm 1982, chức danh Chủ tịch đảng bị bãi bỏ, Tổng bí thư là vị trí cao nhất của Đảng Cộng sản Trung Quốc:
- Hồ Diệu Bang năm 1982-1987
- Triệu Tử Dương năm 1987-1989
- Giang Trạch Dân năm 1989-2002
- Hồ Cẩm Đào năm 2002-2012
- Tập Cận Bình năm 2012-